# チェコ

チェコ共和国
Česká republika

国の標語：Pravda vítězí
（チェコ語：真実は勝つ）
国歌：Kde domov můj（チェコ語）
我が家何処や

※a: 欧州連合加盟国として.euを共用。
※b: 1997年までは、スロバキアと共に42を採用。

チェコ共和国（チェコきょうわこく、チェコ語: Česká republika）、通称チェコは、中央ヨーロッパにある共和制国家。首都はプラハである。
国土は東西に細長い六角形に近い形をしており、北はポーランド、東はスロバキア、南はオーストリア、西はドイツと国境を接する。

## 概要
国体が常に激しく変化して来た歴史を持つ国家の一つである。かつてはチェコスロバキアと呼ばれた共産主義体制国家の構成地域であったが、1989年からの革命によってその体制が崩壊したことから、1993年にチェコとスロバキアへ分離して現在の同国が成立した。
NATO・EU・OECDの加盟国で、中欧4か国からなるヴィシェグラード・グループの一員でもある。

## 国名
正式名称（チェコ語）は Česká republika（チェスカー・レプブリカ）。通称は Česko（チェスコ）。
英語での公式名称は Czech Republicであった。チェコ外務省が1993年に提唱した通称にラテン語風の Czechiaがあり、チェコ政府は2016年4月14日に公式にこの略称を英語圏および国連に向けて使用することを発表したが、現在一般的に使われているとは言いがたく、Czech Republic をそのまま用いることが多い。
ドイツ語では Tschechische Republik。通称は Tschechien、Tschecheiである。
外務省統一表記はチェコ共和国である。通称チェコ。かつての外務省書類などではチェッコという表記が使用された。
かつてひとつの国家であった「チェコスロバキア」の英語での綴りは Czechoslovakia である。これは1918年の建国時にチェコ民族とスロバキア民族によるひとつの国家として建国されたものであるが、日本では「チェコスロバキア」の短縮形として単に「チェコ」を使う場面もみられた。
チェコ共和国の国境が現在のようになったのは1993年になってのことである。プラハを中心とした Čechy、ブルノを中心とした Morava、さらにポーランド国境近くの Slezskoの3つの地方がチェコ共和国を形成している。
ボヘミア地方を示す Čechy（チェヒ）をチェコスロバキア建国の命名に採用しているが、もちろん国家にはモラヴィアもシレジアも入る。歴史的に、チェコ語における Čechy、および英語の Czech では、「ボヘミア地方」のみを指す文献もある。そのため、特にチェコ共和国という国家としての表現を必要とする場合、「チェコ共和国」、Česká republika、Czech republic を用いる。
現在、チェコ共和国内のメディアなどで見かける Česko は、チェコスロバキア時代の通称 Československo から、形式上チェコにあたる部分を切り離した呼び名であり、チェコ共和国を指す。

## 歴史

### 古代〜中世まで
古代にはケルト人がこの地に居住し独自の文化を形成した。その後ゲルマン人が定住したが、6世紀までにはスラヴ人が定住し、これが現在のチェコ人の直接の祖先となる。7世紀にフランク人サモの建設した王国がここを支配、続いてアバール人が支配者となった。9世紀前半、スラヴ人が大モラヴィア王国を建設した。大モラヴィア王国はブルガリア帝国を通じて東ローマ帝国と交易を行い、ビザンツ文化を摂取した。

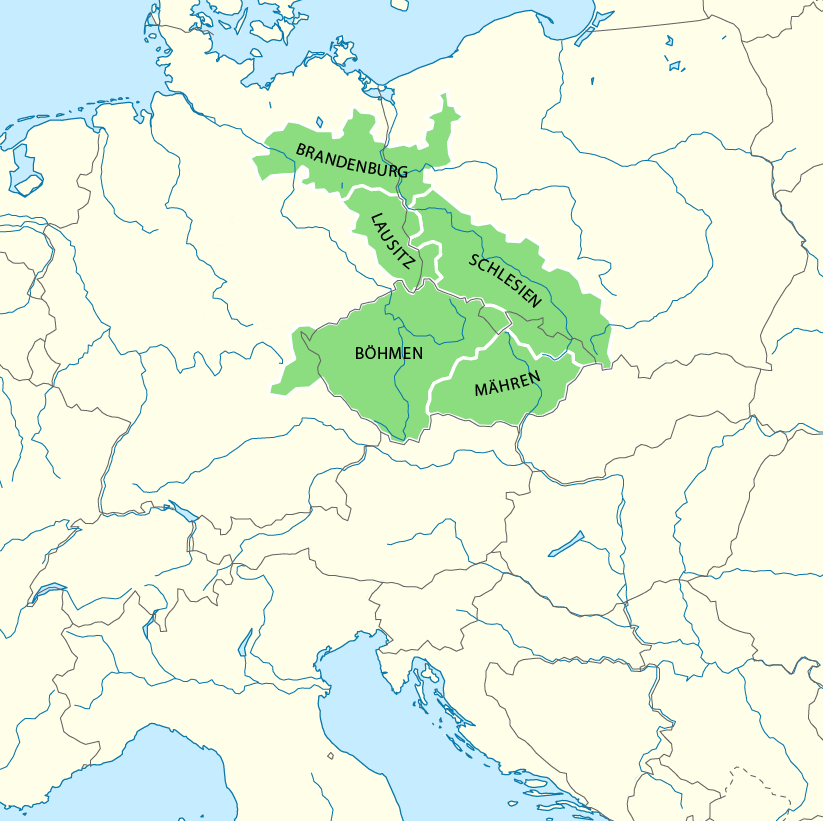
カレル4世時代のボヘミア王冠領

西部のボヘミア、モラヴィア地方ではプシェミスル家が西スラブ人の王国を建設した（チェヒ国）。907年にマジャル人が侵入し、大モラヴィア王国が崩壊すると、王国の東部スロバキアはハンガリーの支配を受けることになった。10世紀後半からカトリックが普及した。11世紀にはドイツ人の植民が行われ、ドイツ化が進んだ。12世紀のオタカル1世の時代にボヘミア王の称号（Duchy から Kingdom に昇格）と世襲が承認され、その後ヴァーツラフ1世が国王に即位した。
13世紀末には神聖ローマ帝国選帝侯の地位を獲得した。14世紀にプシェミスル家が断絶すると、ドイツ人のルクセンブルク家による支配が布かれた。ルクセンブルク王朝ではカレル1世（カール4世）が神聖ローマ皇帝に即位し、ボヘミア王国は全盛期を迎えた。首都プラハは中央ヨーロッパの学芸の主要都市の一つとなり、1348年にはプラハ大学が設立された。この時期のチェコは、民族的にはドイツ人の支配を受ける植民地でありながら、地域としてはドイツを支配するという王都でもあるという状況にあった。
15世紀にはヤン・フスがプラハ大学（カレル大学）学長になると、イングランドのジョン・ウィクリフの影響を受け、教会改革を実施、教会の世俗権力を否定し、ドイツ人を追放したため、フスとプラハ市はカトリック教会から破門された。さらにコンスタンツ公会議でフスが「異端」とみなされ火あぶりにされると、ボヘミアでは大規模な反乱が起きた（フス戦争）。
その後、ハンガリー王国、ポーランド王国の支配を受け、16世紀前半にはハプスブルク家の支配を受けることになった。チェコ人は政治、宗教面で抑圧されたため、1618年のボヘミアの反乱をきっかけに三十年戦争が勃発した。この戦争によってボヘミアのプロテスタント貴族は解体され、農民は農奴となり、完全な属領に転落した。なお、チェコ史においてハプスブルク家の支配は長年「暗黒時代」とされてきたが、これには旧体制を否定しようとする新生の共和国、続く共産主義政権のプロパガンダが多分に含まれており、「暗黒時代」史観はもはや過去のものとなっている。

### チェコスロバキア共和国建国

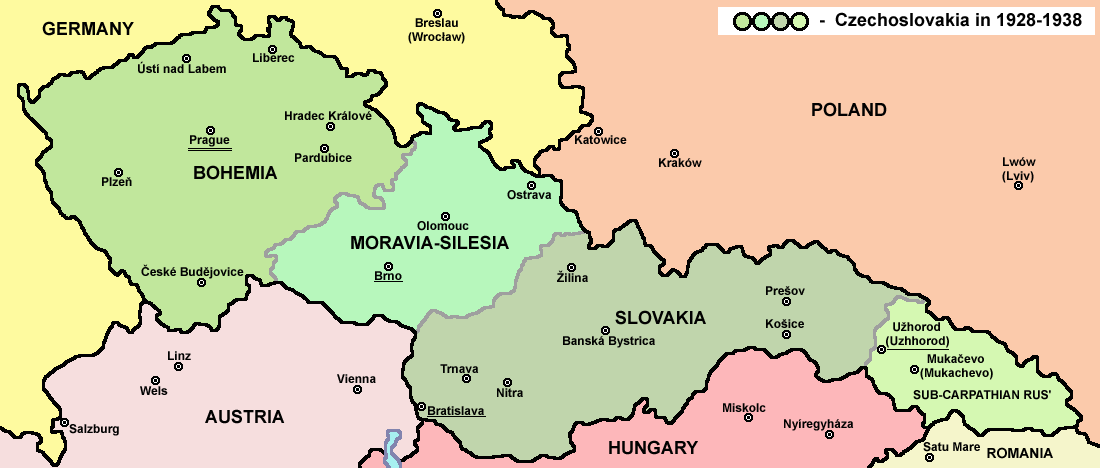
1938年当時のチェコスロバキアの区分。左からボヘミア、モラビア・シレジア、スロバキア、カルパティア・ルテニア

チェコスロバキアの係争地域。1はドイツ要求地域であるズデーテン。2はポーランド要求地域のテッシェン、3はウィーン裁定でハンガリー領になる南部スロバキアと南部カルパティア・ルテニア、4はカルパティア・ルテニア、5はチェコ、6はスロバキア

18世紀後半には啓蒙専制主義による、寛容な政策と農奴制廃止によって自由主義、民族主義の気運がチェコでも高まった。1848年にヨーロッパに広がった1848年革命がチェコ革命を誘発し、パラツキーがプラハでスラヴ人会議を開催し、汎スラヴ主義が提唱された。1867年のアウスグライヒ（和協）によるオーストリア・ハンガリー帝国の成立はチェコ人を満足させるものではなく、チェコ人をロシア主導の汎スラヴ主義に接近させることになった。19世紀後半には炭田の多いボヘミアではその豊富な石炭を使いドイツ系資本家からの資本によって起こされた産業革命による工業が著しく発展し、中央ヨーロッパ有数の工業地帯となった。
第一次世界大戦後、オーストリア・ハンガリー帝国が崩壊し、1918年に民族自決の理念のもとチェコスロバキア共和国の独立が宣言され、初代大統領にはトマーシュ・マサリクが就任した。このときにボヘミア、モラヴィア、ハンガリーの一部であったスロバキアが領土となった。マサリク政権では西欧的民主主義が布かれたが、チェコスロバキアにおいてはチェコ人が社会のほぼすべてを支配し、スロバキア人と対立した。そのため、スロバキア人は親ドイツの立場をとった。チェコスロバキアとして行った外交においては国内の状況がチェコ人支配だったため反共・反ドイツの立場を取った。1935年からナチス・ドイツの圧迫が強まると、1938年にミュンヘン会談でズデーテン地方をドイツに割譲し、1939年にはボヘミアとモラヴィアは保護領としてドイツに編入され、反チェコ・親ドイツ派の多かったスロバキアはドイツの保護国となり、チェコスロバキアは地図から姿を消した（ナチス・ドイツによるチェコスロバキア解体）。

### 共産主義政権とその崩壊

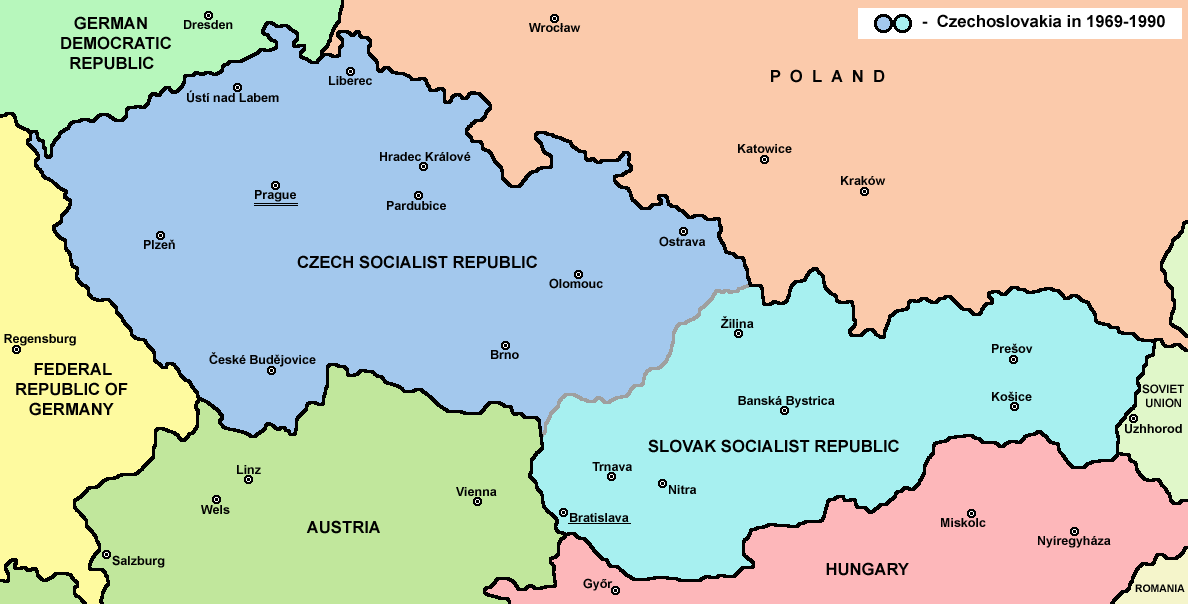
共産党体制下のチェコスロバキア（左・青色チェコ、右・水色スロバキア）

第二次世界大戦後にチェコスロバキア共和国は復活した。1946年、1940年から1945年までエドヴァルド・ベネシュによって布告されていた一連の法案（いわゆる「ベネシュ布告」）が臨時連邦政府委員会によって可決承認され、これによりズデーテンに多く住んでいたドイツ人やスロバキアに多く住んでいたハンガリー人のほとんどの人が財産を奪われたうえ、チェコスロバキアから追放された。

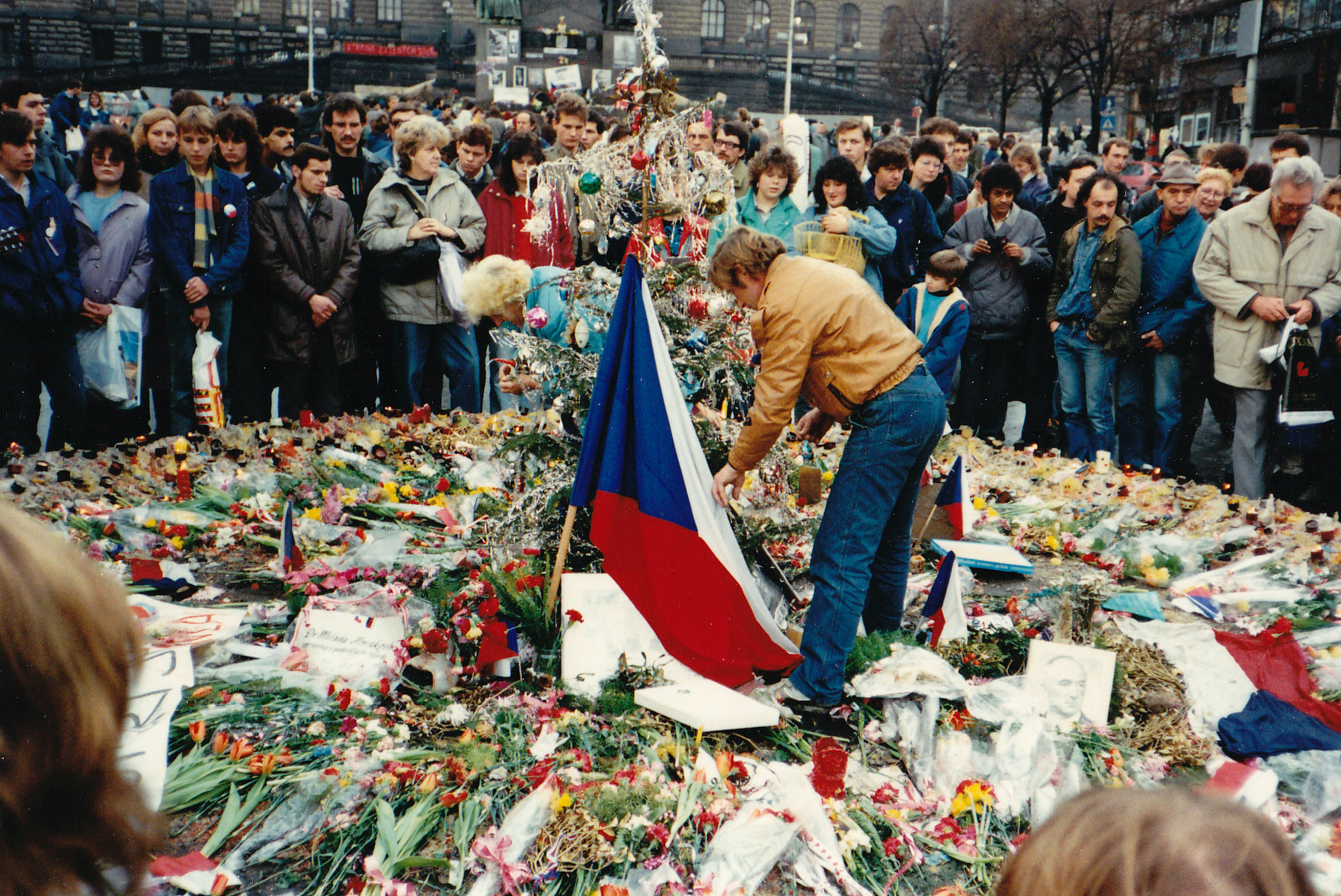
ヴァーツラフ広場で花束をささげる群集 （ビロード革命）

1946年5月26日の制憲議会選挙で共産党が第一党となり、同年5月30日にクレメント・ゴットワルトが首相に就任。ソ連からの影響力なども背景に1948年に共産主義政権を設立し、「人民民主主義」を宣言した（二月事件）。1960年には「社会主義共和国」に改名した。しかしスターリン主義的抑圧に対する不満が爆発し、ノヴォトニー政権に代わりスロバキア人のドゥプチェク率いる政権が誕生し、「プラハの春」と呼ばれる自由化・民主化路線が布かれた。しかし、改革の行方に懸念を抱いたソ連を含むワルシャワ条約機構5か国の軍が介入（ソ連によるチェコスロヴァキアへの軍事侵攻）、スロバキア人のフサーク政権が樹立され、正常化路線を推し進めた。国内のチェコ秘密警察網が整備強化されて国民同士の監視と秘密警察への密告が奨励され、当時の東ドイツと並んで東欧で最悪の警察国家となった。人々は相互不信に陥り、プロテスタント教会では信者や聖職者の間での密告が頻発した結果として教会組織が自滅し、信者は宗教不信から無神論者になっていった。フサーク政権は思想的な締め付けを強めた一方、個人の経済活動をある程度の規模までは黙認し、この「地下経済」によって国内の消費財の生産は活発化した。
1989年からのビロード革命によって共産党体制は崩壊し、翌1990年には複数政党制による自由選挙が行われた。1992年6月の選挙では民主スロバキア同盟が勝利したため、それまで互いに反発していたチェコとスロバキアの分離は決定的となった。1993年1月にチェコスロバキアはチェコとスロバキアに平和的に分離（ビロード離婚）した。

### ビロード離婚後から現在
1995年11月28日にOECDに加盟し、1999年3月12日にはNATOにも加盟した。
2002年8月には記録的な豪雨によってヴルタヴァ川（モルダウ川）が氾濫し（2002年ヨーロッパ水害）、プラハをはじめ多くの都市が被害にあった。2004年5月1日、チェコは欧州連合（EU）に加盟した。

## 政治

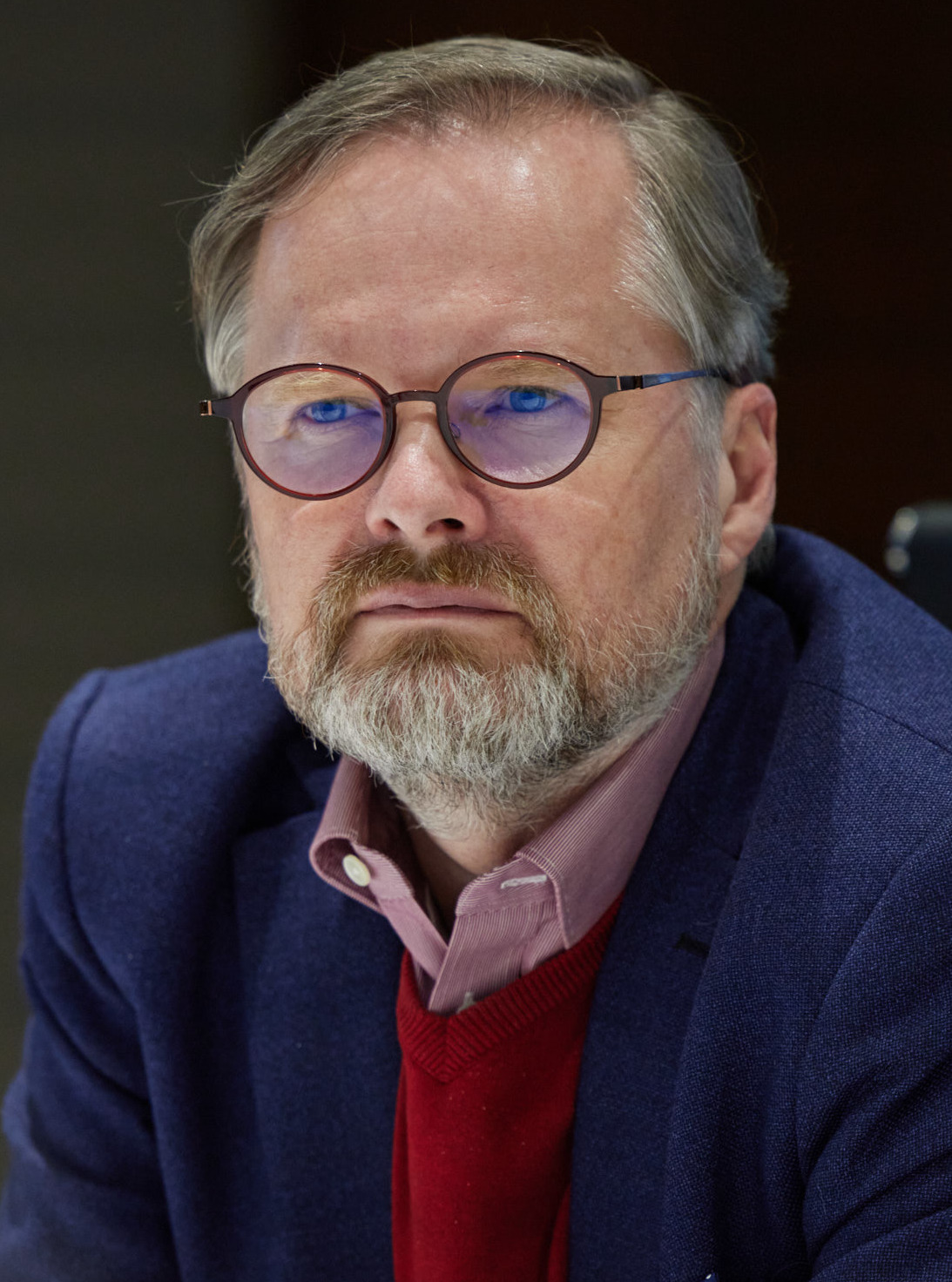
第13代首相ペトル・フィアラ

国家元首は議会によって選出される大統領であり、任期は5年で3選は禁止されている。大統領は首相を任命し、その補佐を受けて17名の大臣も任命する。近年では、2021年に実施された総選挙の結果、中道派のANO 2011が第1党となったものの過半数には届かず、連立政権樹立のめどが立たないため敗北を宣言した。このため、第2党の市民民主党とTOP 09、海賊党らとの間で連立政権を発足させることで合意し、首相には市民民主党党首のペトル・フィアラが任命された。

### 議会
議会は元老院と代議院によって構成される。代議院は議席数200、任期は4年で、比例代表制による直接選挙で選出される。元老院は議席数81、任期は6年で、2年ごとに定数の3分の1ずつを改選する。チェコ共和国発足当初、元老院は選挙方法などが決まらず、代議院がその機能を代行してきたが、1996年11月に初の小選挙区制による元老院選挙が行われて両院制が整った。

### 政党
2020年3月28日時点で、92の政党と141の政治運動団体の登録が確認されている。

## 国際関係

チェコ市民に対してビザを免除している国（緑）

プラハの外務省

チェコは国際連合、欧州連合 (EU) 、北大西洋条約機構 (NATO) 、経済協力開発機構 (OECD) 、欧州評議会の加盟国である。また、米州機構にオブザーバー参加している。
ヘンリー・アンド・パートナーズの2018年版ビザ制限指数によると、チェコの市民は173か国にビザなしで渡航できる。これはマルタやニュージーランドと並び、世界で7番目に多い。アメリカ合衆国のビザ免除プログラムの対象国でもある。
外交政策の策定は主に首相と外務大臣の役割であるが、大統領も影響力を有しており、国家を代表して外遊することもある。EUとNATOが、チェコの外交政策の基軸である。諜報機関として外交関係情報局 (UZSI) があり、スパイや外交政策のブリーフィング、チェコの在外公館の保護などに責任を負う。
チェコと緊密な関係にある国として、ともにヴィシェグラード・グループを構成するスロバキア、ポーランド、ハンガリーの3か国のほか、ドイツ、イスラエル、アメリカ合衆国、欧州連合およびその加盟国が挙げられる。近年は台湾などアジア諸国との関係も強化しており、2020年8月にはミロシュ・ビストルチル上院議長率いる代表団が台湾を訪問した。。一方、ロシアとの関係は従来より悪く、2021年にはロシアが公式に発表している「敵対国家」リストにチェコが加えられた。中華人民共和国との関係も問題をはらんでいる。
チェコ当局は、ベラルーシやモルドバ、ミャンマー、キューバの反体制派に対する支持を公にしている。

## 軍事

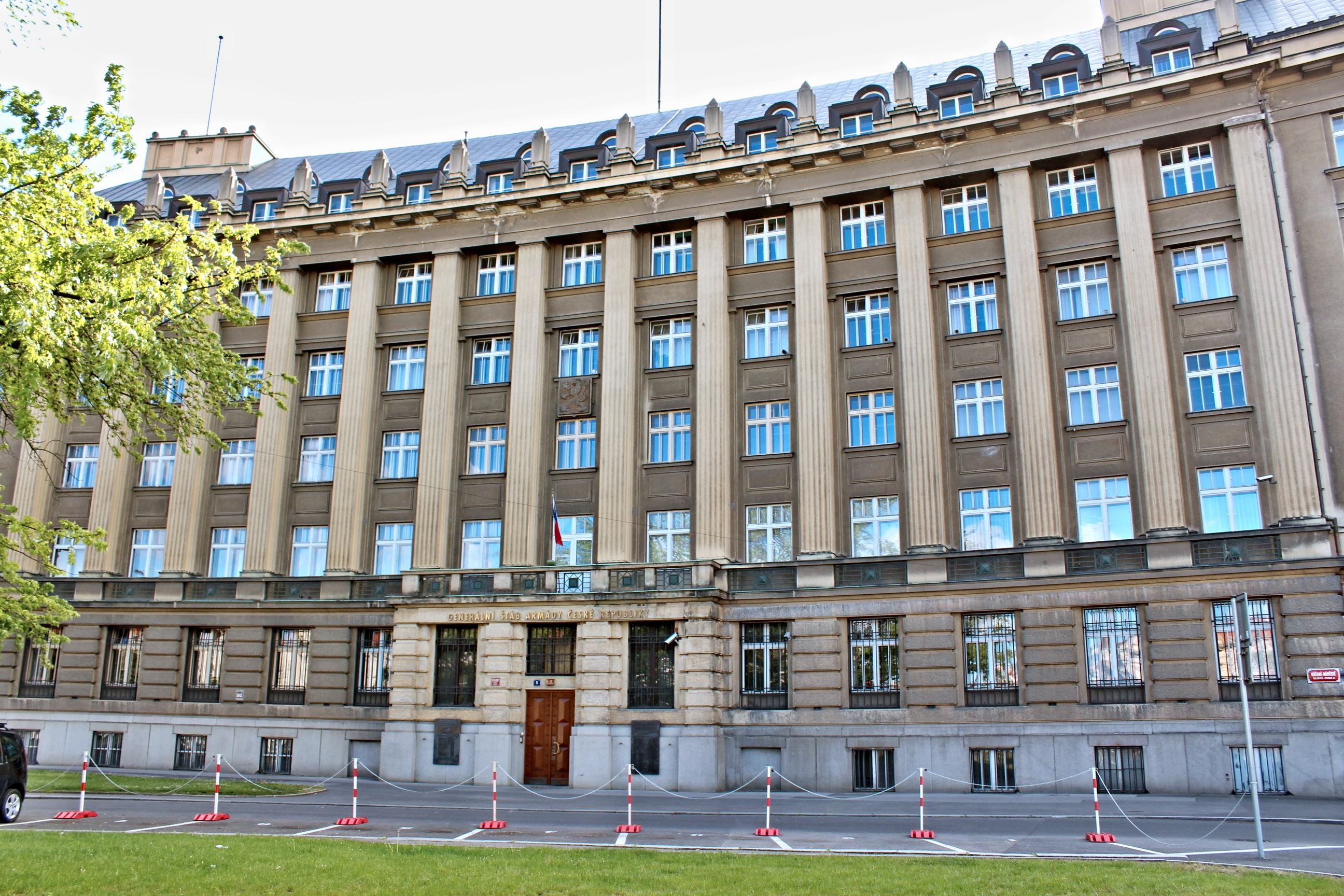
プラハの陸軍参謀本部

チェコ軍はチェコ陸軍、チェコ空軍と特殊支援部隊から構成される。国軍は国防相の統制下にあり、大統領が国軍の最高指揮官を務める。かつては徴兵制が敷かれていたが、2004年に志願制に移行した。1999年3月12日に北大西洋条約機構 (NATO) に加盟している。国内総生産 (GDP) に占める国防費の割合は、2.09パーセント（2024年）である。
NATO加盟国として、チェコは確固たる支援任務やコソボ治安維持部隊に参加しており、アフガニスタン、マリ、ボスニア・ヘルツェゴビナ、コソボ、エジプト、イスラエル、ソマリアに兵士を派遣している。チェコ空軍はバルト諸国やアイスランドでも活動している。主な防衛装備品として、多用途戦闘機サーブ 39 グリペン、攻撃機アエロ L-159 アルカ、攻撃ヘリコプターAH-1Z バイパー、装甲車パンデュールII、BMP-2、戦車T-72M4CZ、レオパルト2A4などがある。

## 地理

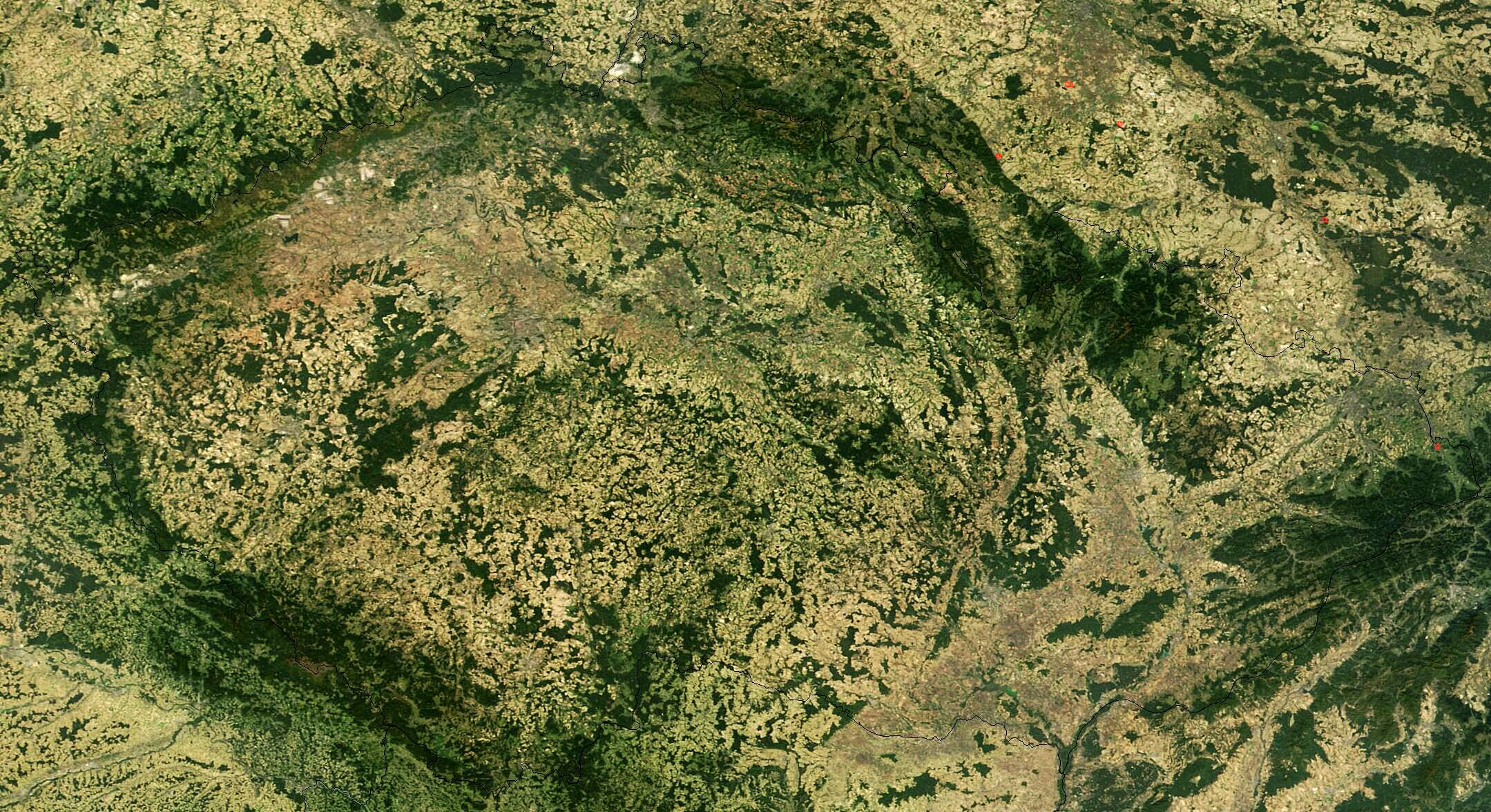
チェコ共和国の衛星写真

チェコの地形は非常に変化に富んでいる。国土は、西に隣接するドイツとの国境線から東のスロバキアまで広がるボヘミア高原にある。北西から北東にかけては山脈が高原を囲み、南西部ドイツとの国境地帯にはボヘミアの森が広がる。高原中央部はなだらかな起伏のある丘陵や農耕地、肥沃な河川流域からなる。主要河川は、エルベ川、ヴルタヴァ川、モラヴァ川、オーデル川。最高峰はズデーテン山地にあるスニェシカ山である。

### 環境
チェコには現在、4つの国立公園（シュマヴァ国立公園、クルコノシェ国立公園、チェスケー・シュヴィーツァルスコ国立公園、ポディイー国立公園）と25の保護景観地域が設けられている。
2020年時点で、チェコは環境パフォーマンス指数において「世界で21番目に環境に配慮した国家」としてランク付けされている。また、2018年の森林景観保全指数の平均値は1.71/10で、172ヶ国中160位にランクされている。

## 地方行政区分
チェコの地方行政区画は2000年に再編され、プラハ首都特別区および13のクライ（kraj）と呼ばれる行政区に区分されている。

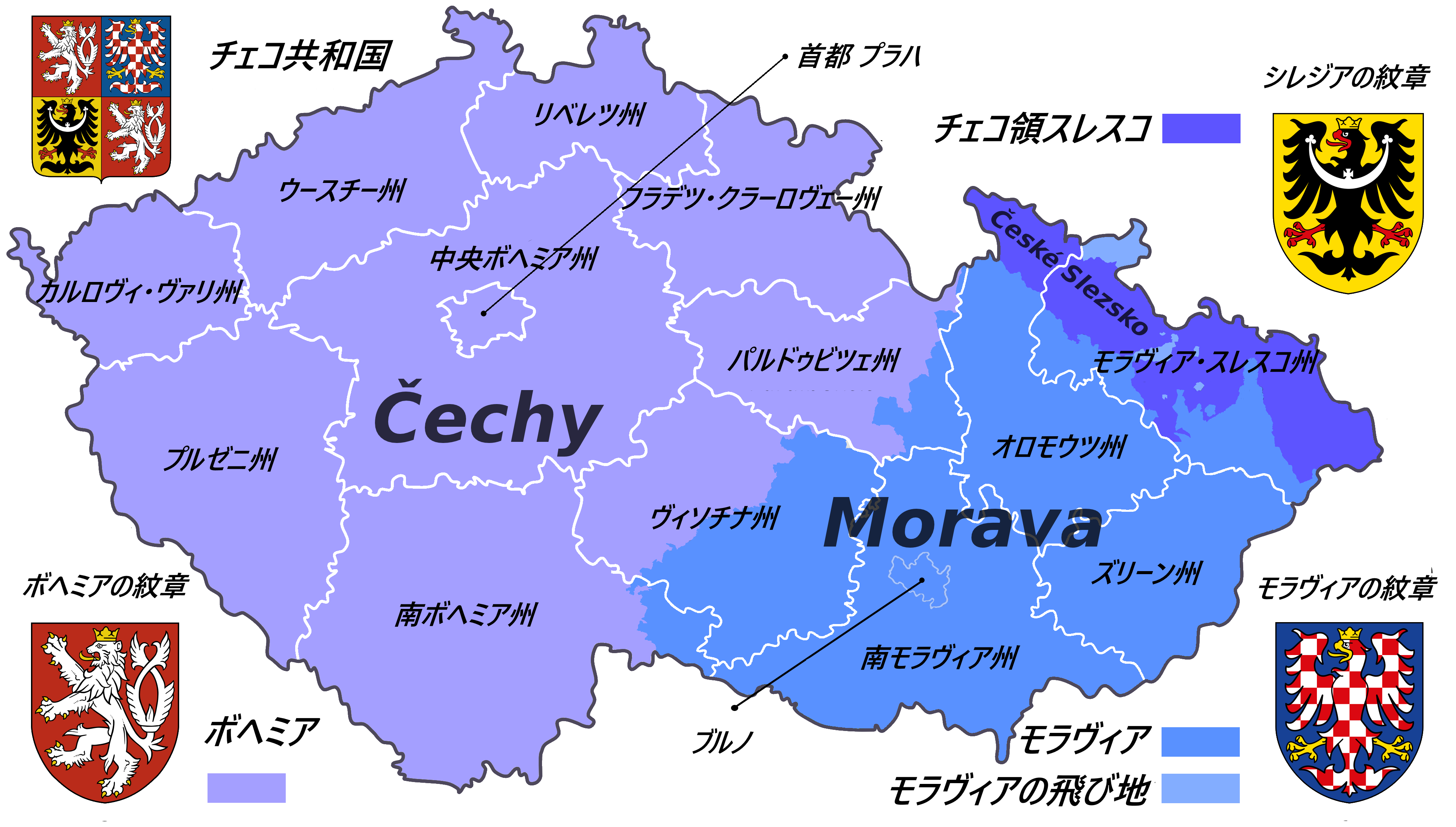
チェコ共和国の歴史的な領域と現代の行政区

### 主要都市

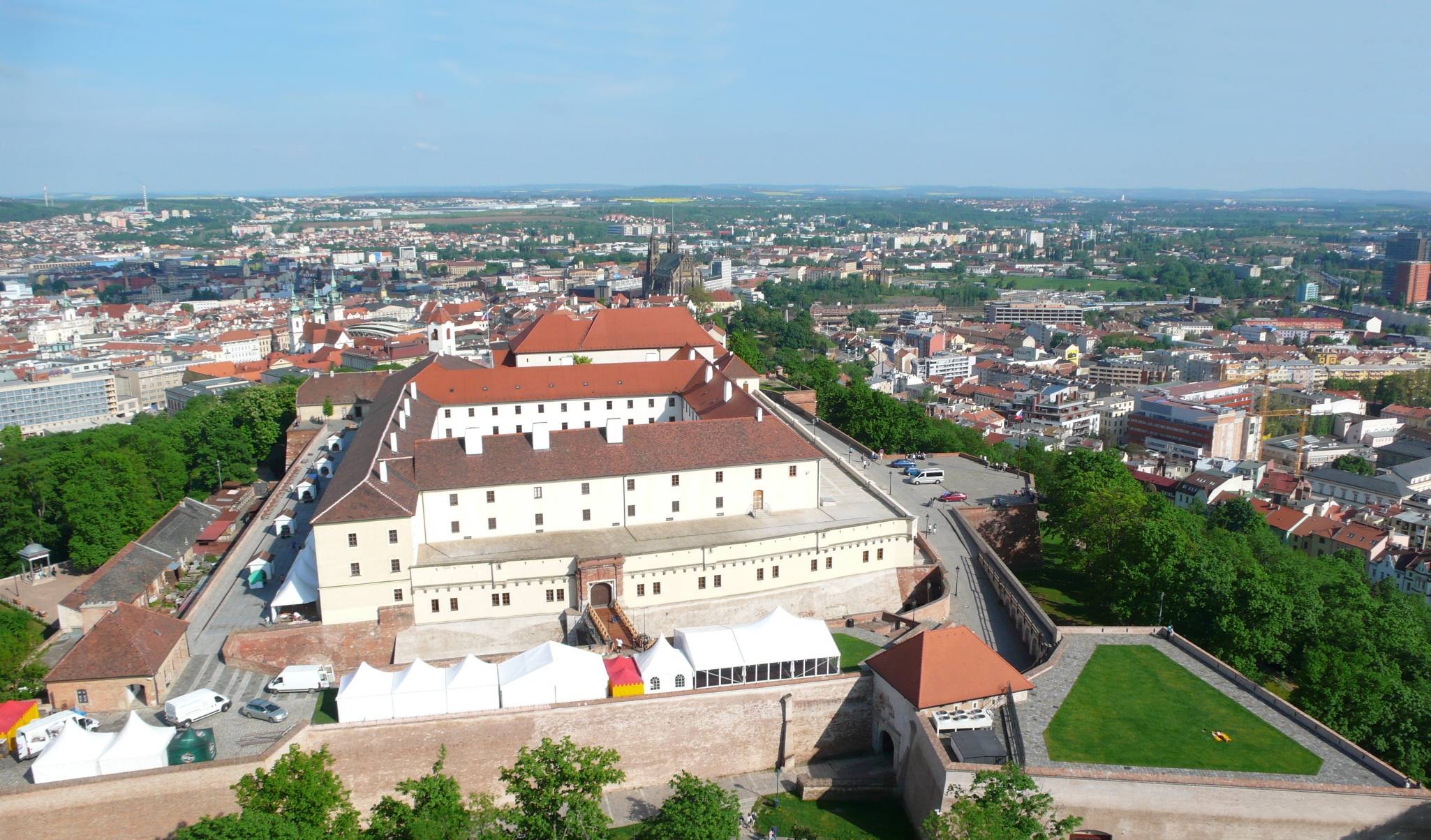
スピルバーグ城（シュピルベルク城 Špilberk Castle、於ブルノ）

|   | 都市                         | 州                         | 人口 (2010年) |
| - | ---------------------------- | -------------------------- | ------------- |
| 1 | プラハ                       | N/A                        | 1,249,026     |
| 2 | ブルノ                       | 南モラヴィア州             | 371,399       |
| 3 | オストラバ                   | モラヴィア・スレスコ州     | 306,006       |
| 4 | プルゼニ                     | プルゼニ州                 | 169,935       |
| 5 | リベレツ                     | リベレツ州                 | 101,625       |
| 6 | オロモウツ                   | オロモウツ州               | 100,362       |
| 7 | チェスケー・ブジェヨヴィツェ | 南ボヘミア州               | 94,747        |
| 8 | フラデツ・クラーロヴェー     | フラデツ・クラーロヴェー州 | 94,255        |

### 都市・村の一覧
| 地名                                                | チェコ語名             | ドイツ語名               | 備考 |
| --------------------------------------------------- | ---------------------- | ------------------------ | --- |
| ビーラー・ホラ（白山）                              | Bílá Hora              | Weißenberg               | ビーラー・ホラの戦い（1620年、三十年戦争）                                                                                           |
| ブランディース・ナド・ラベム                        | Brandýs nad Labem      | Brandeis an der Elbe     | ユダヤ人街 |
| ブルノ（ブリュン）                                  | Brno                   | Brünn                    | モラヴィアの中心地 |
| ブジェツラフ（ルンデンブルク）                      | Břeclav                | Lundenburg               | |
| ブジェゾヴァー（ピルケンハンマー）                  | Březová                | Pirkenhammer             | 陶器ブランド |
| ツィーノヴェツ （ツィンヴァルト）                   | Cínovec                | Zinnwald（-Georgenfeld） | チンワルド雲母の産地。 |
| チェスケー・ブジェヨヴィツェ （ブトヴァイス）       | České Budějovice       | Budweis                  | バドワイザー（ブジェヨヴィツキー・ブドヴァル）。司教座。近郊にホラショヴィツェ、フルボカー・ナド・ヴルタヴォウ、トシェボニなどがある |
| チェスキー・クルムロフ （ベーミッシュ・クルーマウ） | Český Krumlov          | Krumau                   | 世界遺産。近郊にホルニー・プラナー（Horní Planá）がある                                                                              |
| ドマジュリツェ（タウス）                            | Domažlice              | Taus                     | ドマジュリツェの戦い（1631年、フス戦争）                                                                                             |
| ドヴール・クラーロヴェー （ラベ河畔の）             | Dvůr Králové nad Labem | Königinhof               | |
| フリードラント                                      | Frýdlant               | Fiedland                 | ヴァレンシュタイン（ヴァルトシュタイン）家                                                                                           |
| ホドニーン（ゲーディング）                          | Hodonín                | Göding                   | |
| ホラショヴィツェ（ホラショヴィッツ）                | Holašovice             | Hollschowitz             | 歴史的集落が世界遺産 |
| ホレショフ                                          | Holešov                | Holleschau               | ユダヤ人街 |
| フラデツ・クラーロヴェー （ケーニヒグレーツ）       | Hradec Králové         | Königgrätz               | 司教座。サドワの戦い（ケーニヒグレーツの戦い）                                                                                       |
| フラニツェ                                          | Hranice                | Mährisch-Weißkirchen     | ユダヤ人街 |
| ヘプ（エーガー）                                    | Cheb                   | Eger                     | ヴァレンシュタイン暗殺 |
| ホドフ（ホーダウ）                                  | Chodov                 | Chodau                   | 陶器ブランド |
| イヴァンチツェ                                      | Ivančice               | Eibenschütz、Eibenschitz | ユダヤ人街がある。グイード・アードラー、アルフォンス・ムハらの生地。                                                                 |
| ヤーヒモフ （ザンクト・ヨアヒムスタール）           | Jáchymov               | Sankt Joachimsthal       | トレル（ドルの語源）貨幣鋳造 |
| ヤンコフ（ヤンカウ）                                | Jankov                 | Jankau                   | ヤンカウの戦い |
| イフラヴァ（イグラウ）                              | Jihlava                | Iglau                    | 銀鉱、マーラー |
| カルロヴィ・ヴァリ （カールスバート）               | Karlovy Vary           | Karlsbad                 | 温泉町（鉱泉、鉱塩）、カールスバート決議                                                                                             |
| カルルシュテイン                                    | Karlštejn              | Karlstein                | カルルシュテイン城 |
| クラドノ                                            | Kladno                 |                          | 工業都市 |
| コリーン                                            | Kolín                  | Kolin、Köln an der Elbe  | コリーンの戦い（1757年、七年戦争）                                                                                                   |
| クルノフ （イェーゲルンドルフ）                     | Krnov                  | Jägerndorf               | かつて一侯国。クルノフ・シナゴーグなど。                                                                                             |
| クロムニェジーシュ（クレムジール）                  | Kroměříž               | Kremsier                 | 世界遺産 |
| クトナー・ホラ （クッテンベルク）                   | Kutná Hora             | Kuttenberg               | 銀鉱、グロシュ 銀貨鋳造 |
| レドニツェ                                          | Lednice                | Eisgrub                  | 世界遺産 |
| リベレツ （ライヒェンベルク）                       | Liberec                | Reichenberg              | |
| リディツェ （リジツェ,リヂツェ）                    | Lidice                 | Liditz                   | ナチス・ドイツによる虐殺 |
| リトムニェジツェ（ライトメリッツ）                  | Litoměřice             | Leitmeritz               | |
| リトミシュル                                        | Litomyšl               | Leitomischl              | スメタナ出生地。リトミシュル城が世界遺産                                                                                             |
| ロヴォシツェ （ロボジッツ）                         | Lovosice               | Lobositz、Lovositz       | ロボジッツの戦い（1756年、七年戦争）                                                                                                 |
| マレショフ                                          | Malešov                | Maleschau                | マレショフの戦い（1424年、フス戦争）                                                                                                 |
| マリアーンスケー・ラーズニェ （マリエンバート）     | Mariánské Lázně        | Marienbad                | 温泉町、映画祭 |
| ミクロフ （ニコルスブルク）                         | Mikulov                | Nikolsburg               | ニコルスブルク和約、ユダヤ人街。近郊に、レドニツェ&ヴァルチツェがある。                                                              |
| ムニホヴォ・フラジシチェ                            | Mnichovo Hradiště      | Münchengrätz             | |
| ナーホト                                            | Náchod                 | Nachod                   | ナーホトの戦い |
| ヴルタヴァ川 （モルダウ川）                         | Vltava                 | Moldau                   | スメタナの交響詩集『わが祖国』の第2曲で有名な川                                                                                      |

## 経済

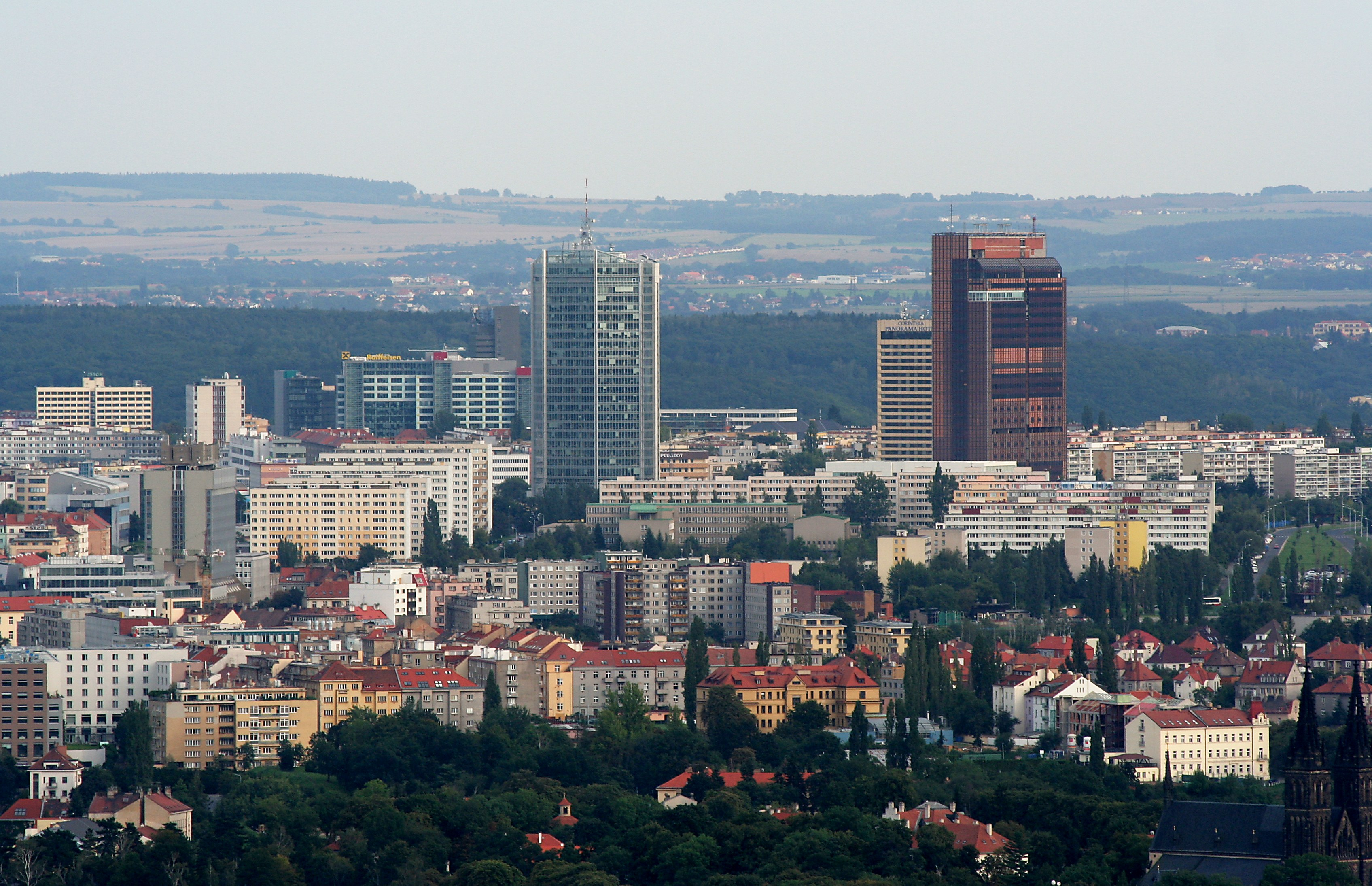
首都プラハ

国際通貨基金（IMF）による統計ではチェコのGDPは1,985億ドル、一人あたりのGDP(為替レート)は1万8,857ドルであり、EU平均の半分、世界水準の1.8倍である。
オーストリア=ハンガリー帝国時代に早くから産業革命が進み、1930年代には世界第7位の工業国であった。かつての共産党政権下での中央集権的な計画経済から、市場経済への移行を遂げている。もともとチェコスロバキアは旧東欧諸国の中でも工業化が進んでいたが、共産党政権の崩壊とともに民営化が推し進められた。1980年代から西側企業の進出が相次いでおり、ビロード革命などの混乱はあったが、1994年には成長率がプラスに転じ、旧東欧諸国の中ではスロベニアやハンガリーなどと並んで高い水準を維持している。1995年にOECD、2004年にはEU加盟国となった。2009年の世界経済危機以降は成長率が鈍化している。

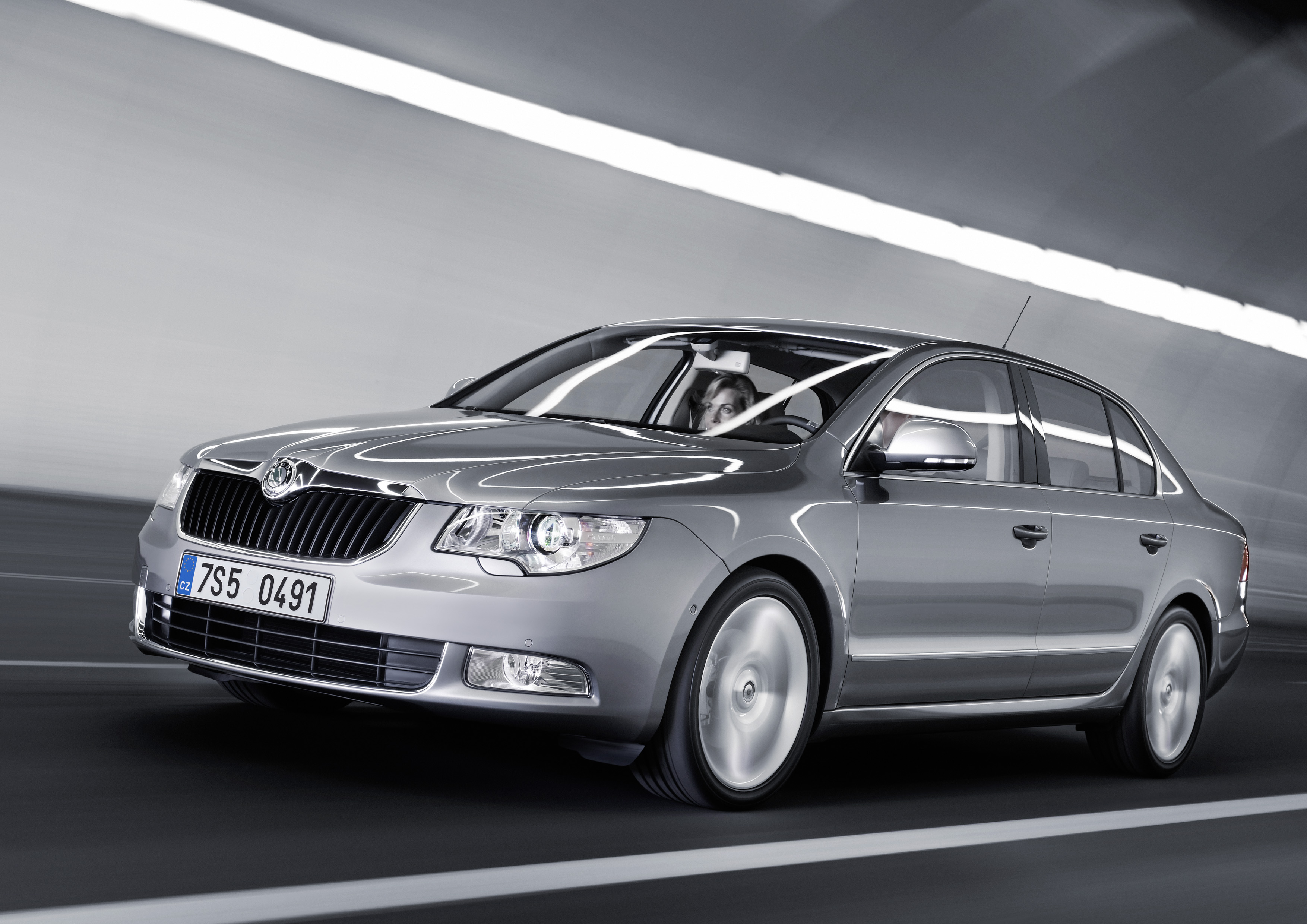
シュコダオートは、中欧で最大の自動車メーカーのひとつである（シュコダ・スペルブ）

2004年にチェコがEUに加盟してから2007年末までの経済成長により、チェコの平均給与は40%以上も上昇した。このような状況で、チェコの労働者は高い給料を求めて次々と転職を繰り返し、ひとつの企業で長く働くことはなくなり、企業の教育もおぼつかない状態になった。安くて良質な労働力を期待してチェコに殺到した外資系メーカーは深刻な人手不足と納期不達に悩み、急上昇する人件費は企業の利益を急激に圧迫する要因となっている。打開策として、国内のメーカーは製造ラインのロボット化を進める一方、ベトナムやモンゴルから安くて優秀な労働者を大量に雇いチェコへ労働移民として送り込む方向である。チェコの工場を閉鎖して別の国に工場を新設することを検討している企業も多い。
主要輸出品目は機械、輸送機器、化学製品、金属などで、主要輸出相手国はドイツ、スロバキア、ポーランド、オーストリア、フランス、イギリス、イタリアである。一方、主要輸入品目は機械、輸送機器、鉱物性燃料、化学製品、農産物で、主要輸入相手国はドイツ、ロシア、中国、イタリア、フランス、オーストリア、オランダ、スロバキア、ポーランドである。

### 伝統産業

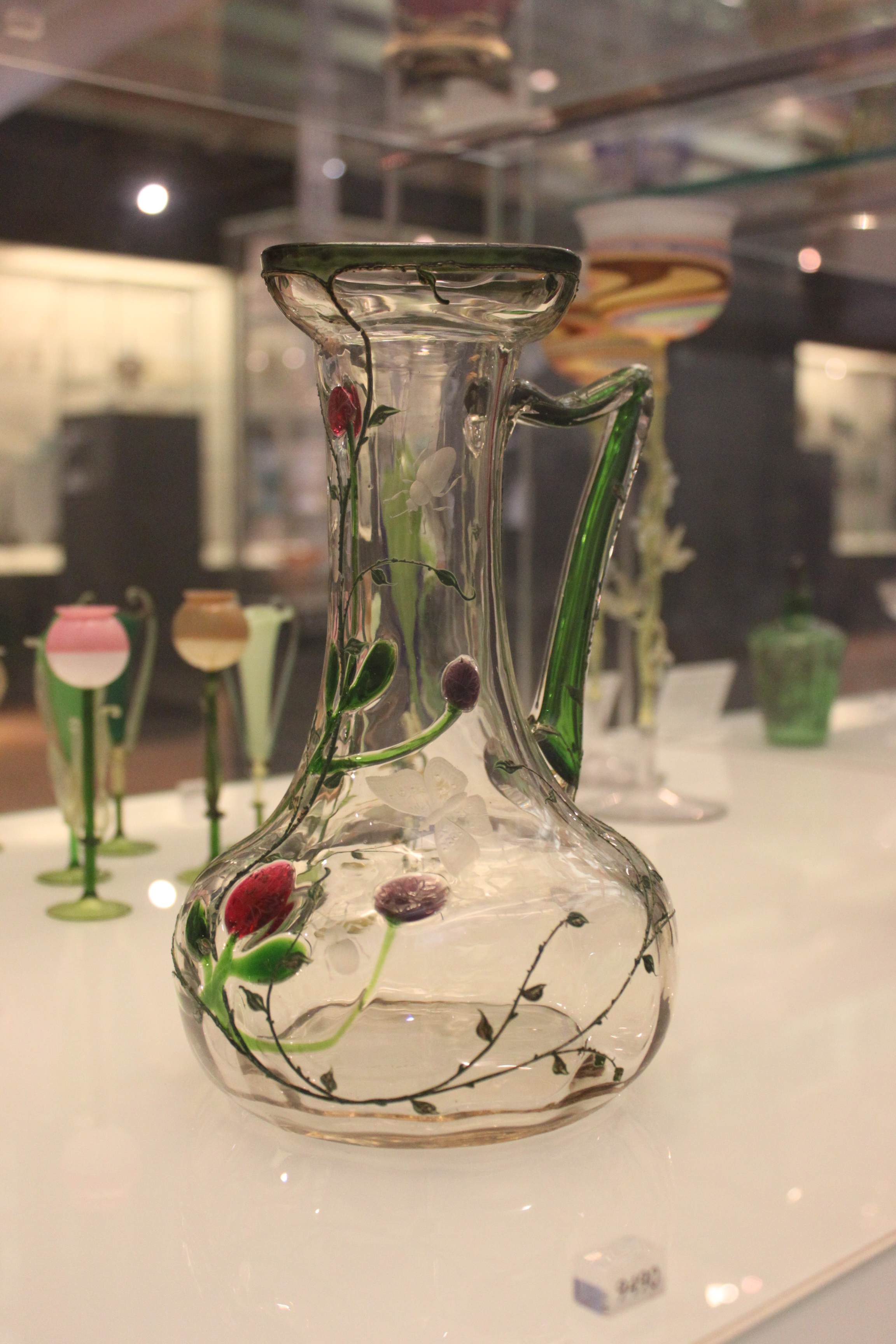
ボヘミアガラス

### エネルギー

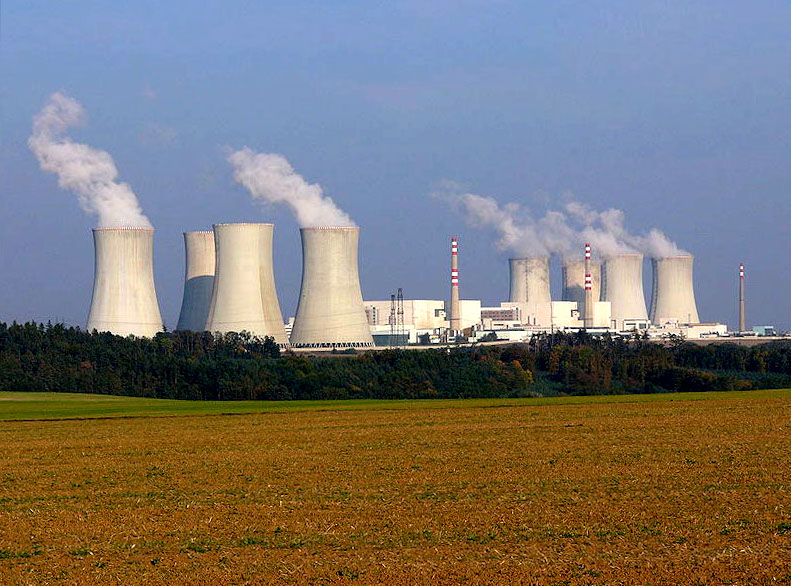
ドゥコヴァニ原子力発電所

チェコにおける電力の生産は原子力発電を始めとした旧来からの発電法によるものが主体となっている。生産される電気は消費量を年間約10TWh超えており、その超過分は国外へ輸出されている。
原子力発電は現在、総電力需要の約30％を供給しており、そのシェアは40％に増加すると予測されている。2005年には電力の65.4％が蒸気および燃焼発電所（主に石炭を利用したもの）によって生産されていて、30%は原子力発電によるもので、4.6％は水力発電を含む再生可能エネルギー源からのものであった。
現時点での最大の電力資源はテメリン原子力発電所である。なお、ドゥコヴァニにも原子力発電所が存在している。

### 観光
プラハはロンドン、パリ、イスタンブール、ローマに次いで、欧州で5番目に来訪者数の多い都市である。観光関連の収入は2001年には1180億チェコ・コルナに上り、これはチェコの国民総生産 (GNP) の5.5パーセント、輸出総額の9パーセントにあたる。観光関連の仕事に従事している人は11万人以上で、人口の1パーセント以上におよぶ。観光ガイドブックではスリやタクシーのぼったくりに注意が促されているが、2005年以降、当時のプラハ市長パヴェル・ベームのもと軽犯罪の取り締まりが強化された結果、近年は改善してきている。アメリカ合衆国国務省は、チェコの犯罪発生率は「低い」と評価している。
チェコには国際連合教育科学文化機関 (UNESCO) が登録する世界遺産が17件所在する。そのうち、3件は隣国にまたがって位置している。2024年時点で、さらに13件が世界遺産暫定リストに記載されている。

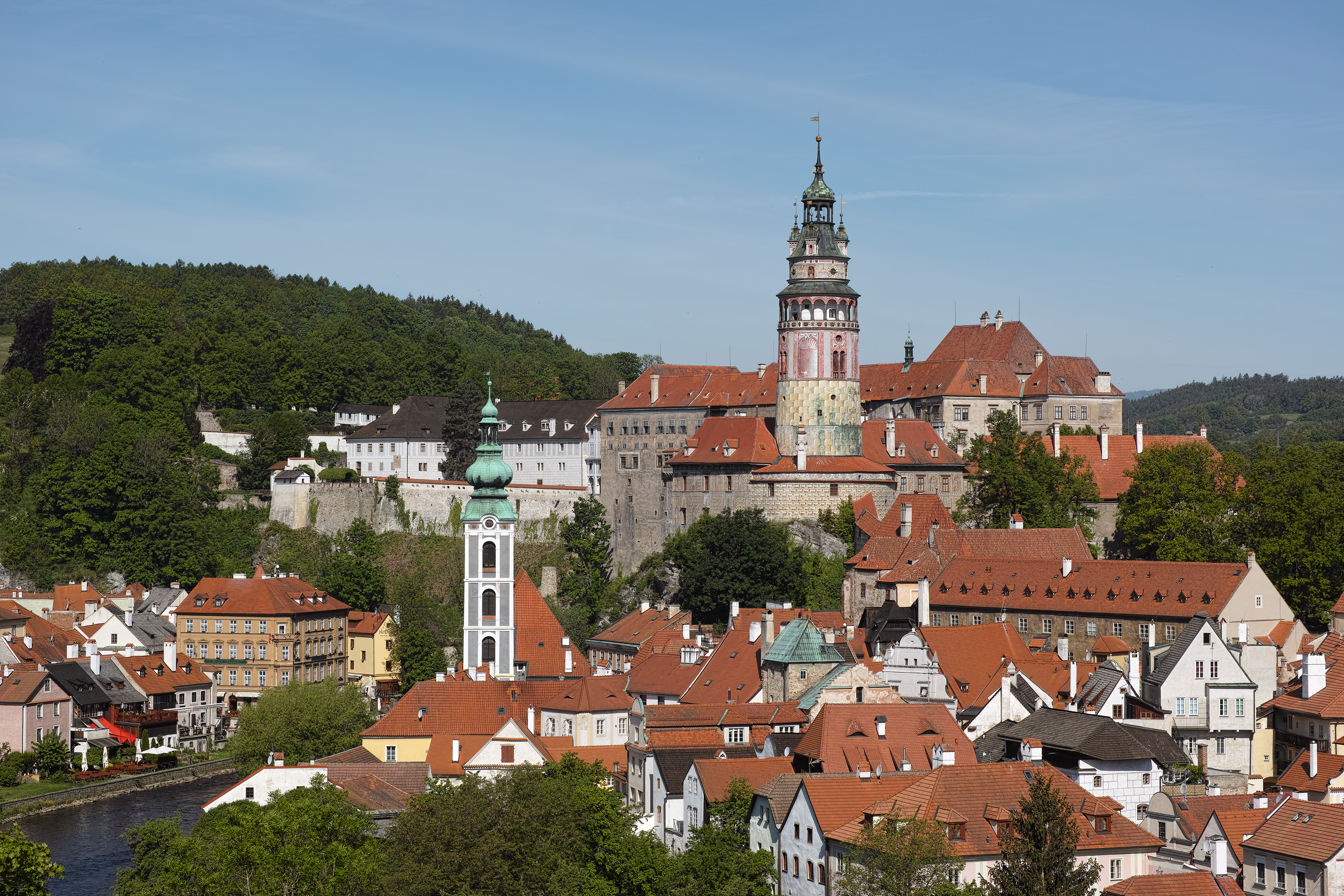
チェスキー・クルムロフ

カルルシュテイン城やチェスキー・クルムロフ城、レドニツェとヴァルチツェの文化的景観など、それぞれ異なる歴史を歩んできた古城群は観光客の目的地のひとつである。ローマ法王から特権を与えられた大聖堂は12か所、教会は15か所に上る。
ボヘミアン・パラダイスやベーマーの森、クルコノシェといった地域もアウトドア派の観光客を集めている。
チェコは、人形祭りやビール祭りで上演される人形劇でも知られる。チェシュトリツェにあるアクアパレス・プラハは、国内最大のウォーターパークである。

## 交通

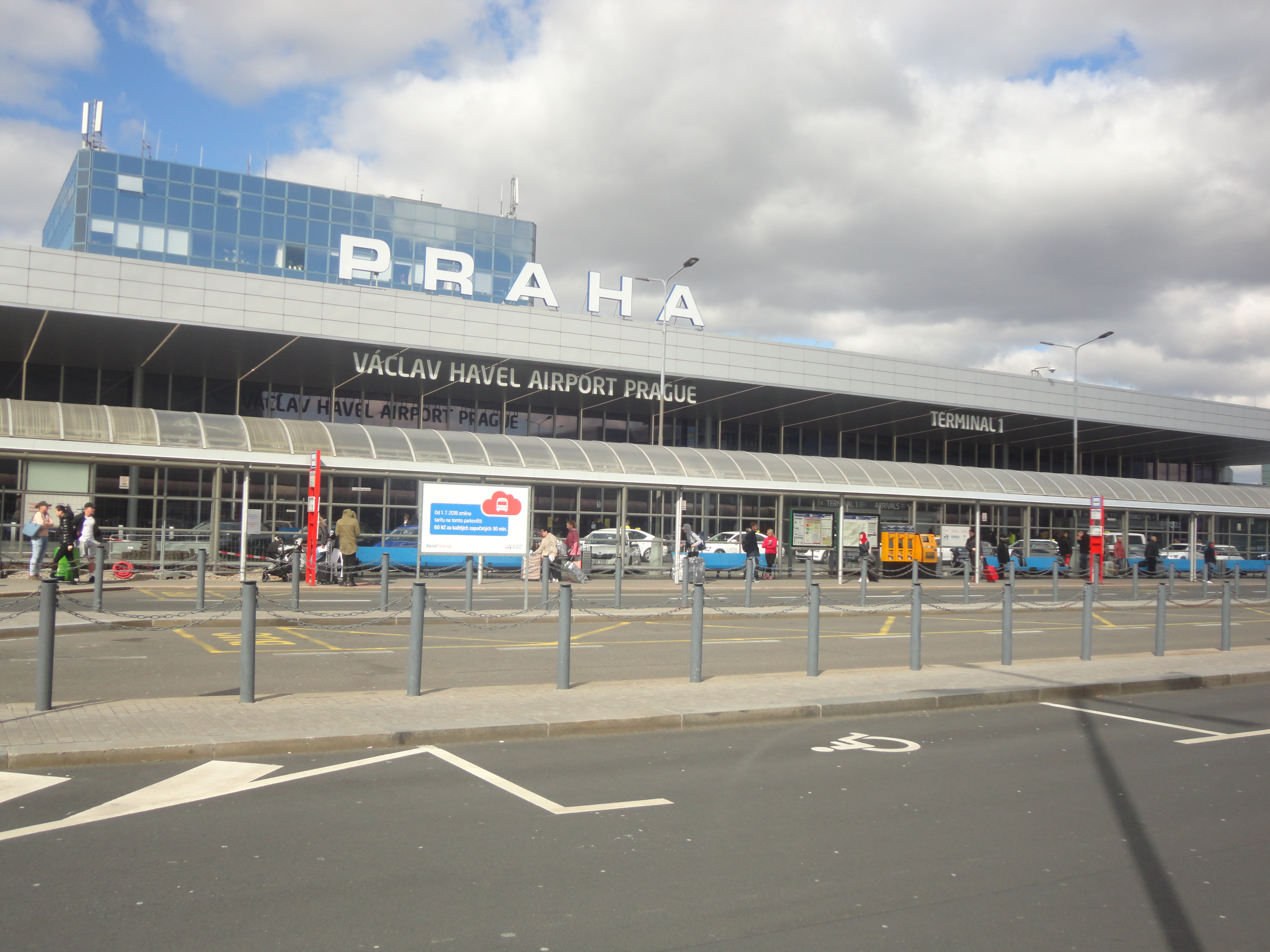
ヴァーツラフ・ハヴェル・プラハ国際空港

2020年時点で、チェコには総延長55,768.3キロメートルの道路網があり、このうち1,276.4キロメートルが高速道路である。制限速度は市街地で時速50キロメートル、それ以外では時速90キロメートル、高速道路では時速130キロメートルに設定されている。
鉄道では、世界有数の充実した路線網を有する。その総延長は2020年時点で9,542キロメートルで、このうち3,236キロメートルが電化されている。7,503キロメートルは単線、2,040メートルは複線ないし複々線である。チェコ鉄道が主要な鉄道事業者であり、年間1億8000万人を輸送している。鉄道の最高速度は時速160キロメートルに制限されている。
航空では、プラハのヴァーツラフ・ハヴェル・プラハ国際空港が国内の中心的な空港となっており、2019年には1780万人が利用した。国内には91の空港があり、このうち6空港（ブルノ、カルロヴィ・ヴァリ、ムニホヴォ・フラディシュテ、モシュノフ、パルドゥビツェ、プラハ）に国際線が設定されている。

## 国民

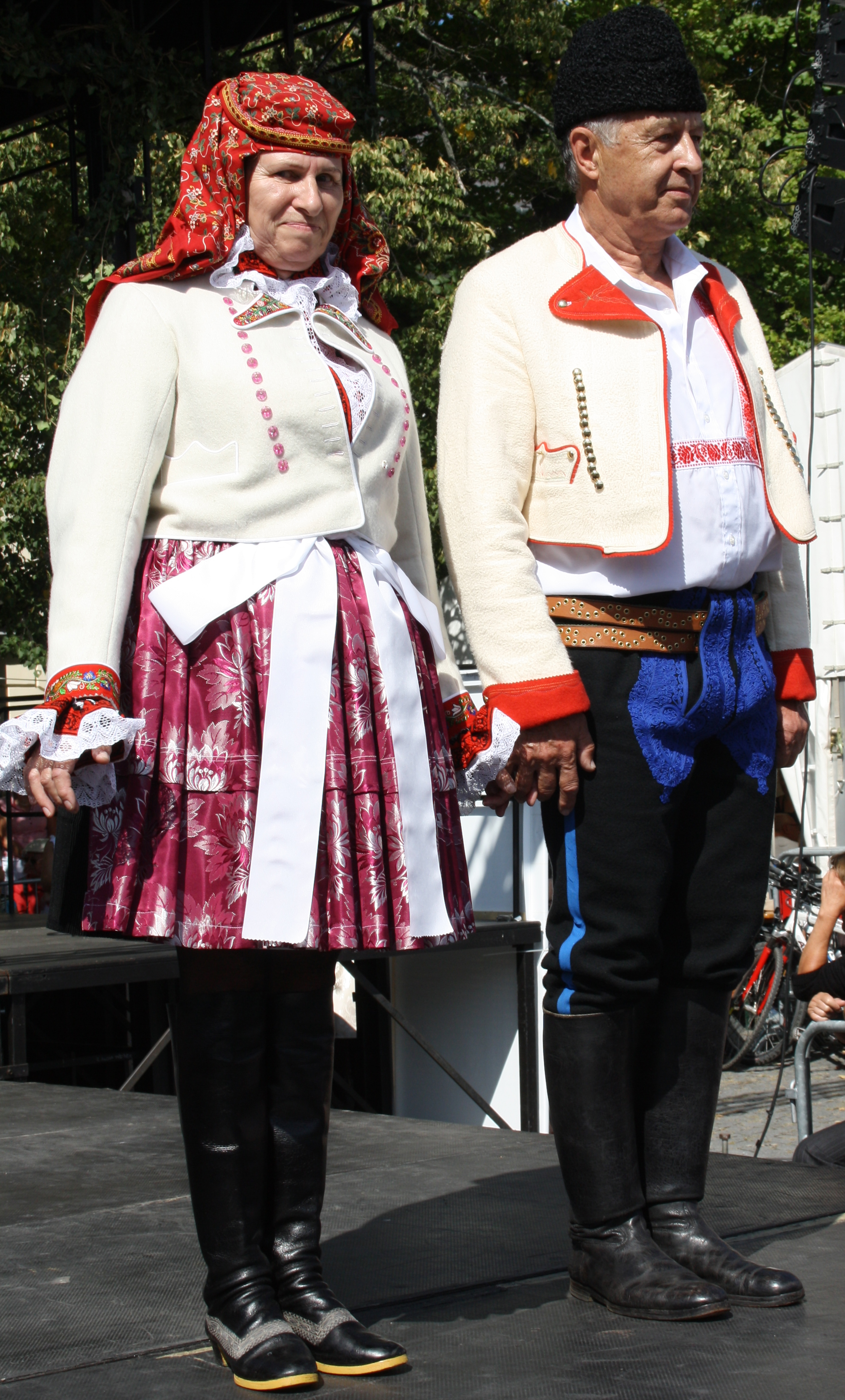
伝統的な衣装をまとった男女

### 民族
チェコ人が2016年時点で64.3%と多数派であるが、次に多い分類は民族を主張しない人々である (25.3%)。少数派はモラヴィア人5%、スロバキア人1.4%、ウクライナ人1.0%のほか、ポーランド人、ドイツ人、シレジア人、マジャル人、ロマその他の人々が合計3%を占める。
かつてズデーテン地方で多数派であったドイツ人は、第二次世界大戦後の追放によりそのほとんどが本国ドイツに戻された。また戦前に多かったユダヤ人のコミュニティも消滅している（詳細はチェコのユダヤ人を参照）。
政府によって少数民族のための会議 (Rada vlády pro národnostní menšiny)が設けられており、認定された少数民族は法律などに影響を受ける場合、意見を述べることが認められ、また母語教育や政府の支援などの権利がある。
公認された少数民族はベラルーシ人、ブルガリア人、クロアチア人、ハンガリー人、ドイツ人、ポーランド人、ロマ、ルシン人、ロシア人、ギリシャ人、スロバキア人、セルビア人、ウクライナ人、ベトナム人。

### 言語
言語はチェコ語が公用語である。公的に認められた言語としてスロバキア語、ドイツ語、ポーランド語、ギリシャ語、ハンガリー語、ロマ語、ロシア語、ルシン語、セルビア語、ウクライナ語があり、2013年以降はベトナム語とベラルーシ語が加わった。

### 婚姻
婚姻時、夫婦同姓・夫婦別姓・結合姓が選択できる。

### 宗教
前近代よりフス戦争などの熾烈な宗教戦争が戦われてきたチェコでは、その複雑な歴史的経緯から無宗教者が多く、60%がこのグループに属する。そのほか、カトリックが27.4%、プロテスタント1.2%、フス派が1%である。かわりに自民族至上主義を掲げる排他的な民族主義が非常に強いという特徴がある。
キリスト教圏ではあるが、1913年以来チェコのカトリック教会は火葬を容認しており、また、上述の通り無宗教者が多いこともあって、ヨーロッパ諸国のなかではイギリスと並んで火葬率が高い。

### 教育

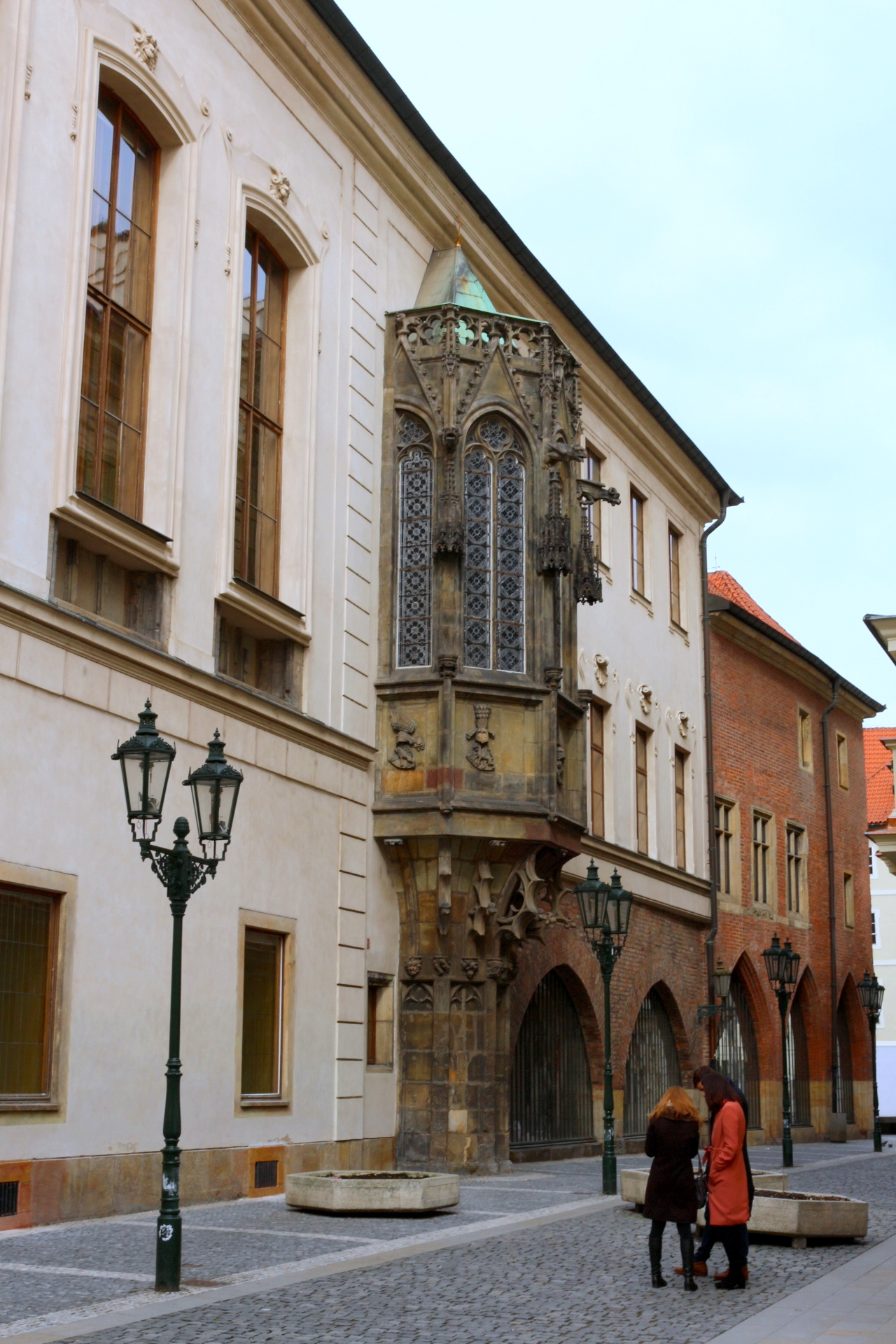
1348年開学のプラハ・カレル大学

チェコの義務教育は9年制で、大学教育は無償である。国民の平均教育年数は13.1年。ほかの欧州諸国とくらべ、「比較的平等な」教育システムを構築しているとされる。国内の主な大学として、1348年開学の中央ヨーロッパで最も古い大学であるプラハ・カレル大学のほか、マサリク大学、チェコ工科大学、パラツキー大学オロモウツ、プラハ芸術アカデミー、プラハ経済大学などがある。
OECD生徒の学習到達度調査で、チェコは経済協力開発機構 (OECD) 諸国の平均を上回る15位につけている。国際連合の2013年版教育指数では10位であった（9位はデンマーク、11位は大韓民国）。

## 治安
チェコの治安情勢は総じて安定的であり、犯罪件数は概ね漸減傾向にある。ただし、日本と比べた場合の犯罪発生率は依然高く、2017年の人口当たりの犯罪発生率は日本と比較すると約2.6倍の20万0,303件となっている。
犯罪の被害発生率が高いのはスリと置き引きであり、スリでの最も多い被害例は観光地域の路上や観光施設、土産物店、地下鉄、トラム（路面電車）、バスなどにおいて鞄のチャックを気付かない内に開けられたり刃物で鞄の側面を切られたりして貴重品を奪われるといったものが挙げられており、置き引きでの最も多い被害例は飲食店で椅子の背もたれに掛けていた鞄や座席の上や足下に置いていた荷物を持ち去られるといったものが挙げられている。
また、近年のチェコ国内では年間数件程度の誘拐事件が発生しているが、組織的に誘拐事件を繰り返す犯罪グループの存在は確認されていない。誘拐事件の主な背景としては、身代金目的や債権回収のための脅迫目的、離婚した夫婦間における子供の奪い合い、猥褻目的などが挙げられる。

### 法執行機関

#### 警察
かつてのチェコスロバキア時代には国家安全保障隊と呼ばれる軍事的に組織された保安機関が存在していたが、1990年2月1日付でチェコスロバキアにおける秘密警察の主体であった国家安全保障局が解体されたことにより、1991年から独自の治安維持・保安組織の創設が求められ現在の共和国警察へと編成されるに至った。

## マスコミ

### インターネット
2013年の調査では、チェコ人の68％がインターネットに接続していた事が報告されている。

## 文化

### 食文化
飲み物
- ビール - チェコはビールの国民1人あたりの年間消費量が世界一である。2005年統計では1人あたり161.5リットルで、日本の3.3倍の消費量にのぼる。ピルゼン地方を発祥の地とするピルスナータイプ（ラガービールの一種）は、チェコをはじめとした欧州諸国のみならず、日本のような非ビール文化圏も含めた世界中に広がりを見せている。
  - ピルスナー・ウルケル
  - ブドヴァル（ブドヴァイゼル。英語読みはバドワイザー。ただし、バドワイザーは登録商標である）

料理
- クグロフ
- クネドリーキ（クネーデル）
- グラーシュ
- スマジェニツェ（smaženice）
  - スマジェニー･カプル（Smažený kapr）- コイの唐揚げ[62]。クリスマスの行事食。
  - スマジェニー・ジーゼック（Smažený řízek）- 薄くたたいた豚肉、鶏肉の唐揚げ[62]。シュニッツェル。
  - スマジェニー・スィール - チーズの衣揚げ
- スヴィチュコヴァー - 野菜を煮込んだソース
- トゥルデルニーク - チェコ風シナモンロール。砂糖を練りこんだパン生地を太い鉄の棒にらせん状に巻きつけて筒状に焼き、内側にシナモンなどをまぶした菓子パン。
- パーレック・フ・ロフリーク（Párek v rohlíku）- チェコ風ホットドッグ。「ロールの中のソーセージ」という意味で、ロールパンにマスタード・ソーセージを入れたもの。
- ブランボラーク - じゃがいものパンケーキ[63]。
- リビー･ポレーフカ（Rybí polévka）- 魚のスープ。クリスマスの行事食[62]。

### 文学

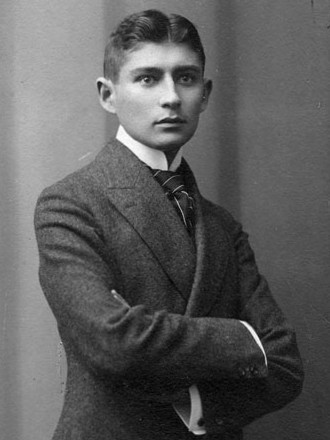
文学者、フランツ・カフカ

今日のチェコで発表される文学作品は、もっぱらチェコ語の作品で占められるが、かつてはラテン語やドイツ語、あるいは古教会スラブ語でも書かれていた。13世紀後半、プラハの王宮はドイツ語によるミンネザングや王朝文学の中心地のひとつであった。フランツ・カフカはチェコ語も流ちょうであったが、作品は母の母語であるドイツ語で著わした。カフカの代表作には「審判」や「城」などがある。
チェコ文学の発展は、聖書の翻訳がひとつの契機となった。チェコ語による最古の詩篇の訳本は13世紀末のもので、その後、1360年ごろに聖書の翻訳がはじめて完了した。チェコ語訳聖書がはじめて出版されたのは、1488年のことであった。12世紀のギガス写本は、現存する世界最大の中世写本である。
チェコの国際的な文学賞として、フランツ・カフカ賞がある。
チェコの著名な作家
- フランツ・カフカ
- アロイス・イラーセク
- ボジェナ・ニェムツォヴァー
- オタ・パヴェル
- カレル・チャペック
- ヤロスラフ・ハシェク
- ヤロスラフ・サイフェルト
- ミラン・クンデラ
- イヴァン・ヴィスコチル
- イヴァン・クリーマ
- ボフミル・フラバル
- ミハル・アイヴァス

- アニメーション作家
  - イジー・トルンカ
  - カレル・ゼマン
  - ヤン・シュヴァンクマイエル

### 音楽

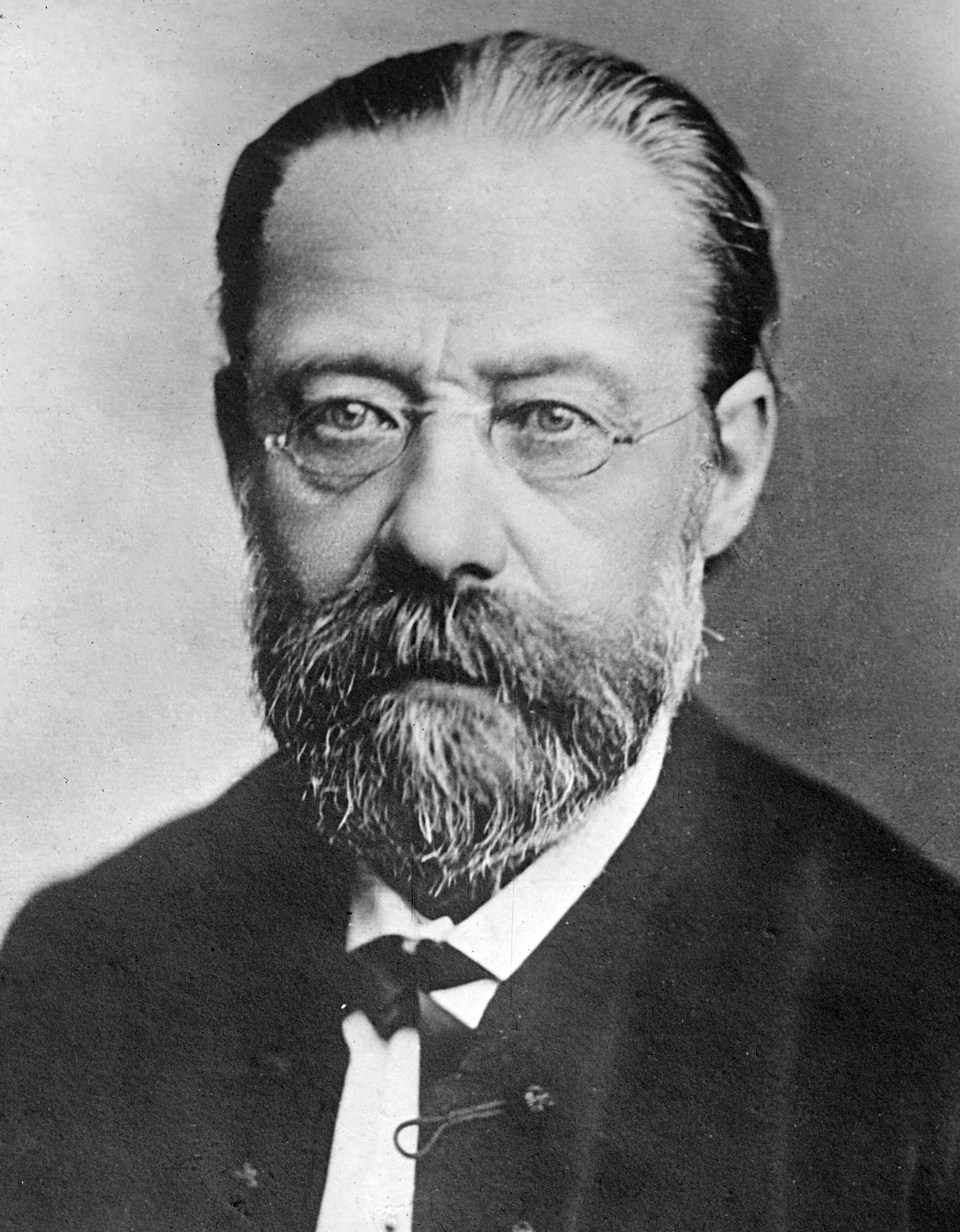
作曲家、ベドルジハ・スメタナ

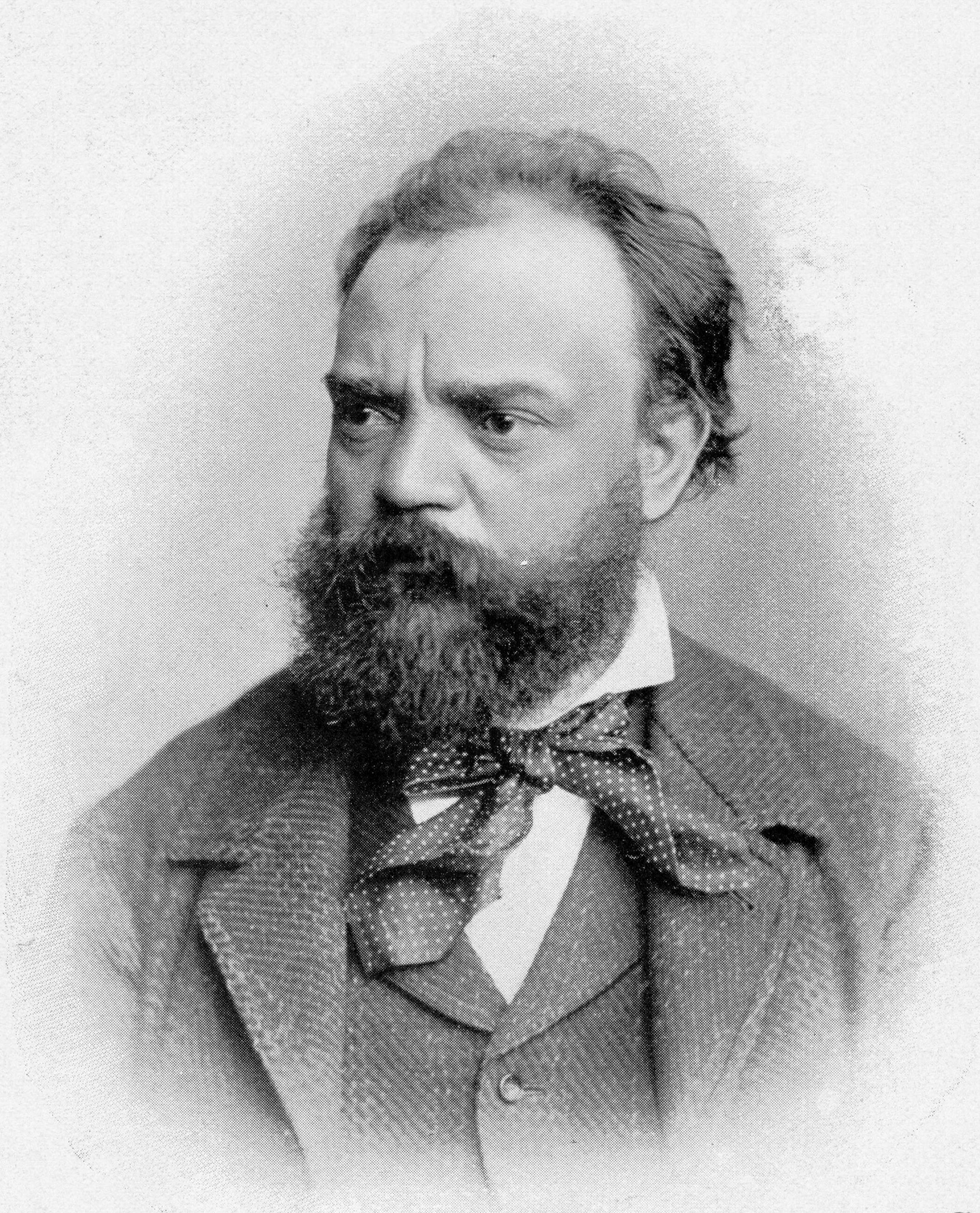
作曲家、アントニン・ドヴォルザーク

今日のチェコにおける音楽の伝統は、10世紀末から11世紀はじめには存在が確認されている教会の聖歌に淵源する。特に「主よ、われらに慈悲を」と「聖ヴェンツェスラウスのコラーレ」の2曲は讃歌の役割を果たし、その後のチェコ音楽にとり入れられた。「主よ、われらに慈悲を」の作者については、プラハ司教であったプラハのアダルベルトとする説がある。
バロックから古典派、ロマン主義、近代音楽に至るクラシック音楽の伝統と、ボヘミア、モラヴィア、シレジア各地の伝統的な民族音楽から、チェコの豊かな音楽文化は生まれた。著名なクラシック作品として、ベドルジハ・スメタナの売られた花嫁、アントニン・ドヴォルザークの交響曲第9番、レオシュ・ヤナーチェクのシンフォニエッタやイェヌーファが挙げられる。
チェコを代表するクラシック音楽祭であるプラハの春音楽祭では、世界各国のアーティストや交響楽団、室内楽団がそれぞれの演奏を披露する。

### 美術
古くはドルニー・ヴェストニツェから、先史時代のヴィーナス像が出土している。ゴシック時代には画家の「プラハのテオドリック」が出て、カルルシュテイン城で腕をふるった。バロック時代に入ると、ヴェンツェスラウス・ホラー、ヤン・クペツキー、カレル・シュクレータ、アントン・ラファエル・メングス、ペトル・ブランドルなどの画家やマティアス・ブラウン、フェルディナンド・ブロコフといった彫刻家を輩出した。
19世紀初頭にはヨゼフ・マーネスがロマン主義を切り開き、19世紀後半に入ると彫刻家ヨゼフ・ヴァーツラフ・ミスルベク、画家ミコラーシュ・アレシュ、ヴァーツラフ・ブロジーク、ヴォイチェフ・ヒナイス、ユリウス・マジャークといったいわゆる「国民劇場世代」が台頭した。19世紀末にはアール・ヌーヴォーが流行し、アルフォンス・ミュシャがその中心人物となった。ミュシャはアール・ヌーヴォーのポスターや、チェコ人をはじめとするスラブ民族の歴史を描いた20点ものの大作『スラブ叙事詩』で知られる。2012年現在、スラブ叙事詩はチェコ最大の美術館であるプラハ国立美術館のヴェレトゥルジュニー宮殿に収蔵されている。もうひとり、アール・ヌーヴォーの代表的な画家としてマックス・シュヴァビンスキーがいる。
20世紀になるとアバンギャルドの革命が到来し、ヨゼフ・チャペック、エミール・フィラ、ボフミル・クビシュタ、ヤン・ズルザヴィーといった表現主義やキュビスムの芸術家が席巻した。シュルレアリスムもトワイヤン、ヨゼフ・シーマ、カレル・タイゲの作品を通して流行した。フランティセック・クプカは、抽象絵画のパイオニアとして世界的に知られるアバンギャルド・アーティストである。20世紀前半には、ヨゼフ・ラダ、ズデニェク・ブリアン、エミール・オルリックなどのイラストレーターや漫画家も名声を博した。写真家としてはフランチシェク・ドルチコルやヨゼフ・スデック、のちにはヤン・ソーデックやヨゼフ・コウデルカが出て、写真を新たな芸術の分野に押し上げた。

### 演劇
チェコの劇場は、中世以来のヨーロッパ内における劇場の歴史の中で重要な役割を担って来た面を持ち合わせている。

### 衣装

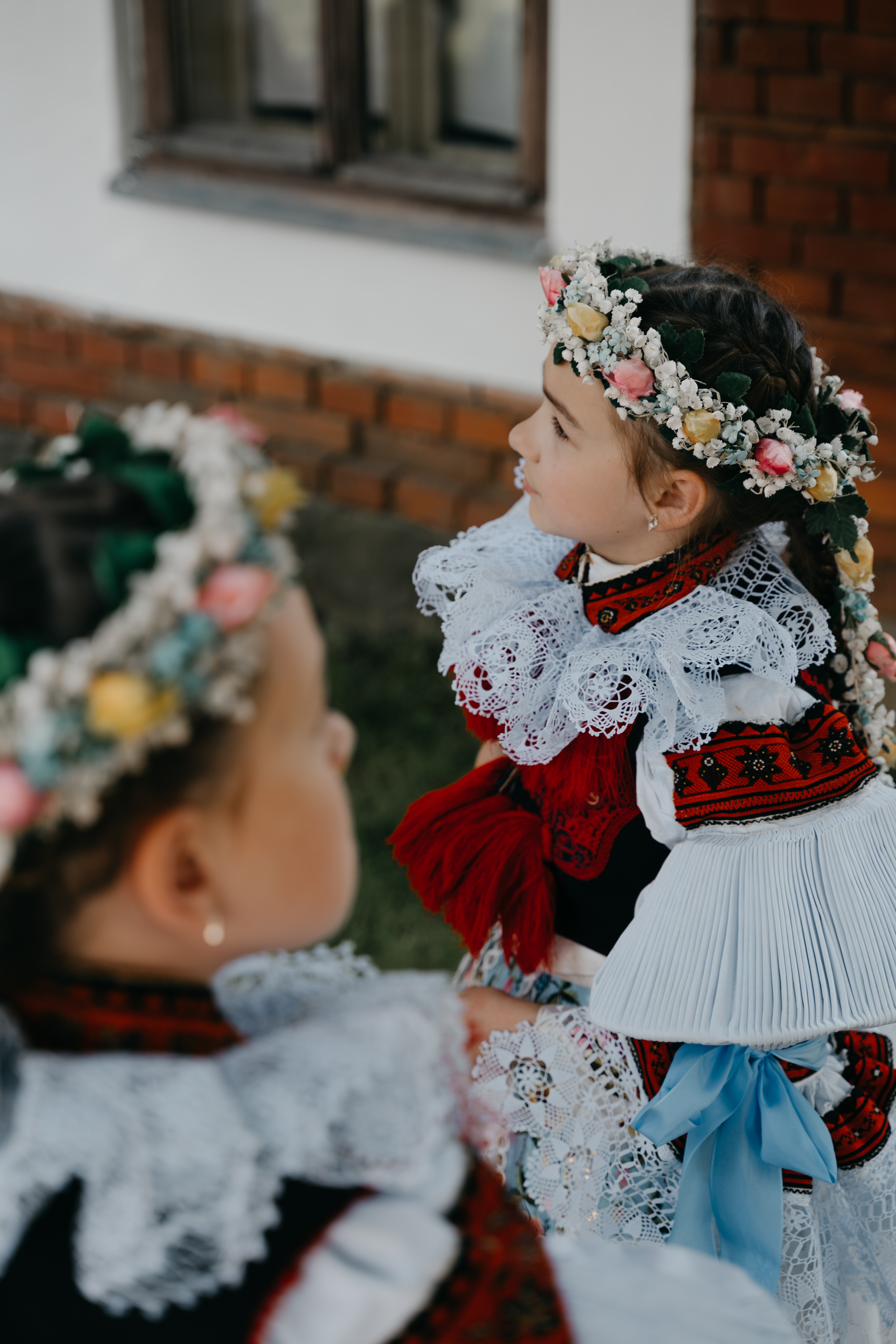
モラヴィアの伝統衣装を身に纏った少女達

### 世界遺産

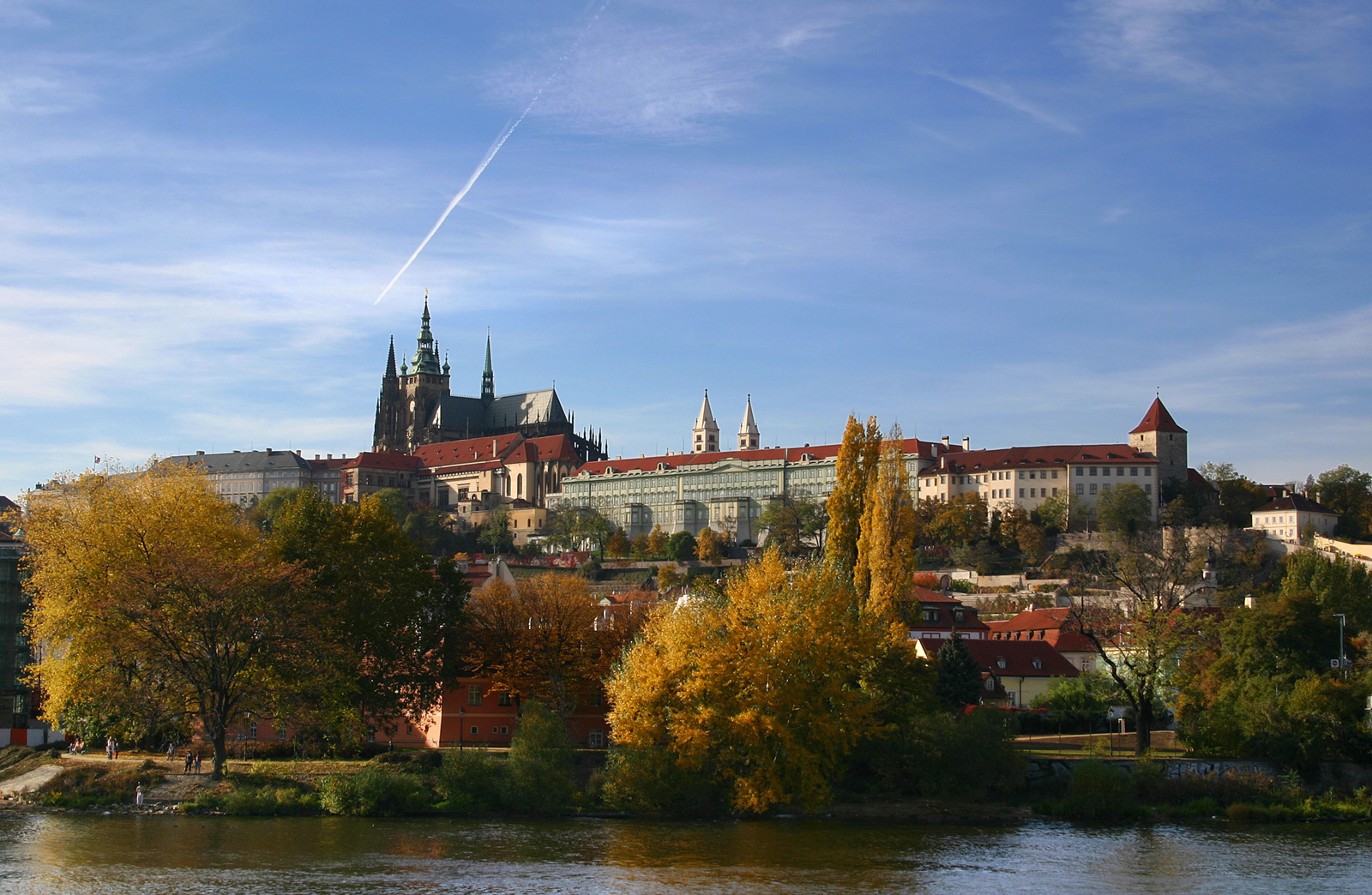
世界遺産プラハ歴史地区（プラハ城）

チェコ国内には、ユネスコの世界遺産リストに登録された文化遺産が12件存在する。

### 祝祭日
| 日付     | 日本語表記                     | チェコ語表記                        | 備考                                             |
| -------- | ------------------------------ | ----------------------------------- | ------------------------------------------------ |
| 1月1日   | 元日                           | Nový rok                            |                                                  |
| 変動祝日 | イースターマンデー             | Velikonoční pondělí                 |                                                  |
| 5月1日   | メーデー                       | Svátek práce                        |                                                  |
| 5月8日   | 勝戦記念日                     | Den osvobození                      | 1945年のヨーロッパでの第二次世界大戦の終結を記念 |
| 7月5日   | ツィリルとメトジェイの日       | Příchod Cyrila a Metoděje na Moravu |                                                  |
| 7月6日   | ヤン・フスの日                 | Upálení Jana Husa                   | ヤン・フスの命日                                 |
| 9月28日  | チェコ国体記念日               | Den české státnosti                 |                                                  |
| 10月28日 | 独立記念日                     | Vznik Československa                | 1918年のチェコスロバキアの独立記念日             |
| 11月17日 | 自由と民主主義のための闘争の日 | Den boje za svobodu a demokracii    | 1989年のビロード革命を記念                       |
| 12月24日 | クリスマス・イヴ               | Štědrý den                          |                                                  |
| 12月25日 | クリスマス                     | První svátek vánoční                |                                                  |
| 12月26日 | ボクシング・デー               | Druhý svátek vánoční                |                                                  |

### スポーツ
アイスホッケー
チェコ国内で最も人気のあるスポーツはアイスホッケーであり、国技ともいわれる。NHLに多数の選手が所属しており、国内リーグでも首都プラハに本拠地を置く2つのクラブチームは100年の歴史を有する。ナショナルチームは、1998年長野オリンピックでドミニク・ハシェックなどの活躍で同国冬季五輪初の金メダルを、2006年トリノオリンピックでは銅メダルを獲得した強豪でもある。2004年には、この長野五輪の活躍を描いたオペラ「NAGANO」が上演された。チェコ出身で長野五輪の金メダルの立役者でもあるNHLのトップ・プレーヤー、ヤロミール・ヤーガーは移籍を重ねても常に68の背番号をつけている。さらにフィギュアスケートでも、トマシュ・ベルネルやミハル・ブジェジナなどの選手を輩出している。
サッカー

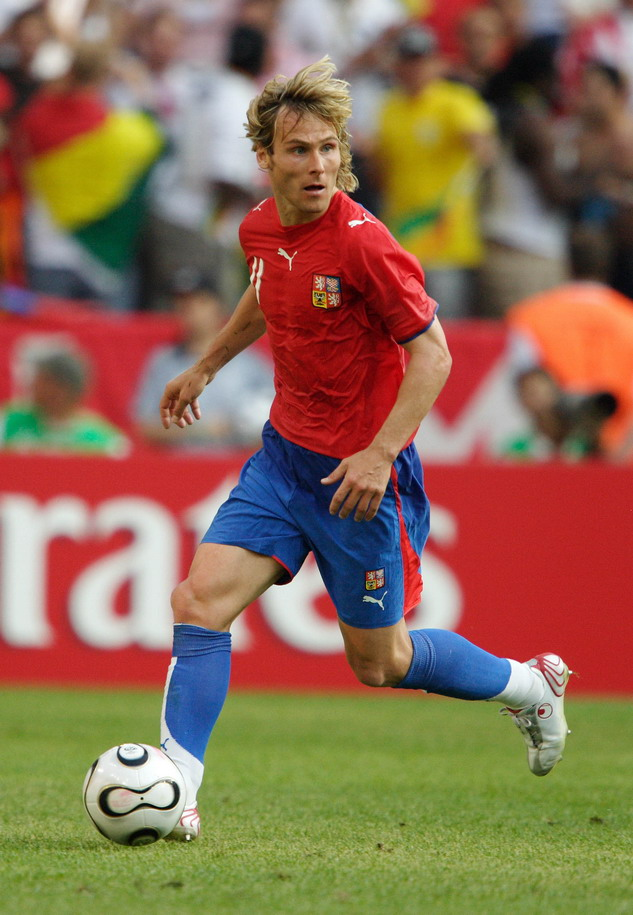
2003年のバロンドールを受賞したパベル・ネドベド

チェコでも他のヨーロッパ諸国同様にサッカーも非常に人気であり、チェコスロバキア時代にはFIFAワールドカップで1934年大会と1962年大会で、2度の準優勝に輝いている。さらにUEFA欧州選手権でも1976年大会で優勝を果たした。チェコ代表に分離して以降は、UEFA欧州選手権では1996年大会で準優勝の成績を収めているが、FIFAワールドカップには2006年大会に1度出場したのみで、大会もグループリーグ敗退に終わっている。
国内のプロリーグとしては、1993年にフォルトゥナ・リガが創設されている。主なクラブとしては、スパルタ・プラハ、スラヴィア・プラハ、ヴィクトリア・プルゼニなどが挙げられる。著名な選手としては2003年のバロンドールを受賞し、主にセリエAのラツィオやユヴェントスで活躍したパベル・ネドベドやチェルシーFCで長年活躍した、史上最高のゴールキーパーの1人であるペトル・チェフが存在する。
ロードレース
自転車競技ではロードレースにおいてヤン・スヴォラダがツール・ド・フランスなどの世界的レースで活躍したほか、オンドジェイ・ソセンカがツール・ド・ポローニュで2度の総合優勝を果たし、UCIアワーレコードを長らく保持していた。ロマン・クロイツィガーも2008年のツール・ド・スイスに22歳で総合優勝したのち、その後もアムステルゴールドレースで優勝するなど、世界の第一線で活躍している。また、ZVVZチームがジャパンカップに参戦するなどしている。
モータースポーツ

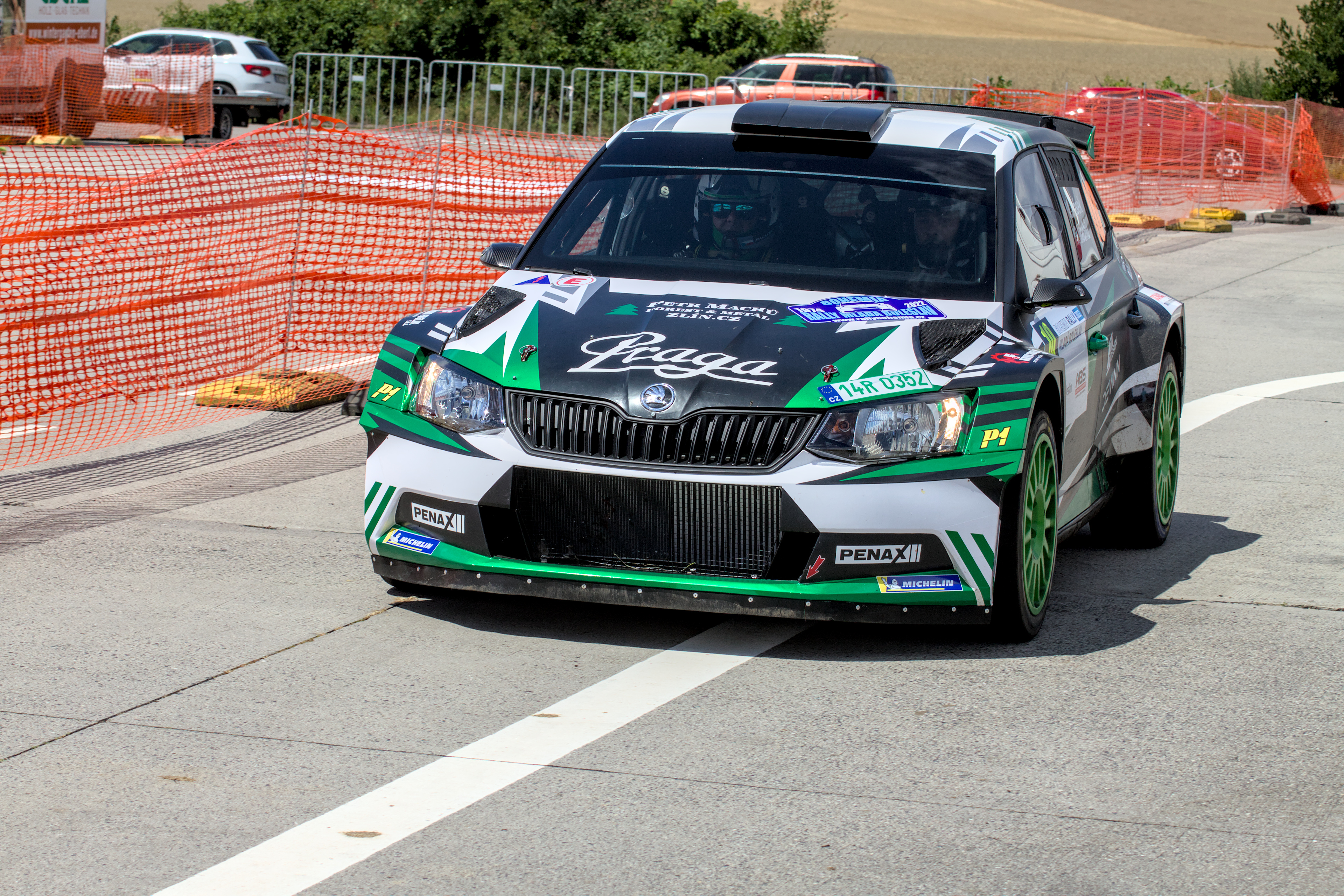
シュコダ・ファビアRS Rally2。スポンサーのプラガのロゴ付き。（2022年ボヘミア・ラリー）

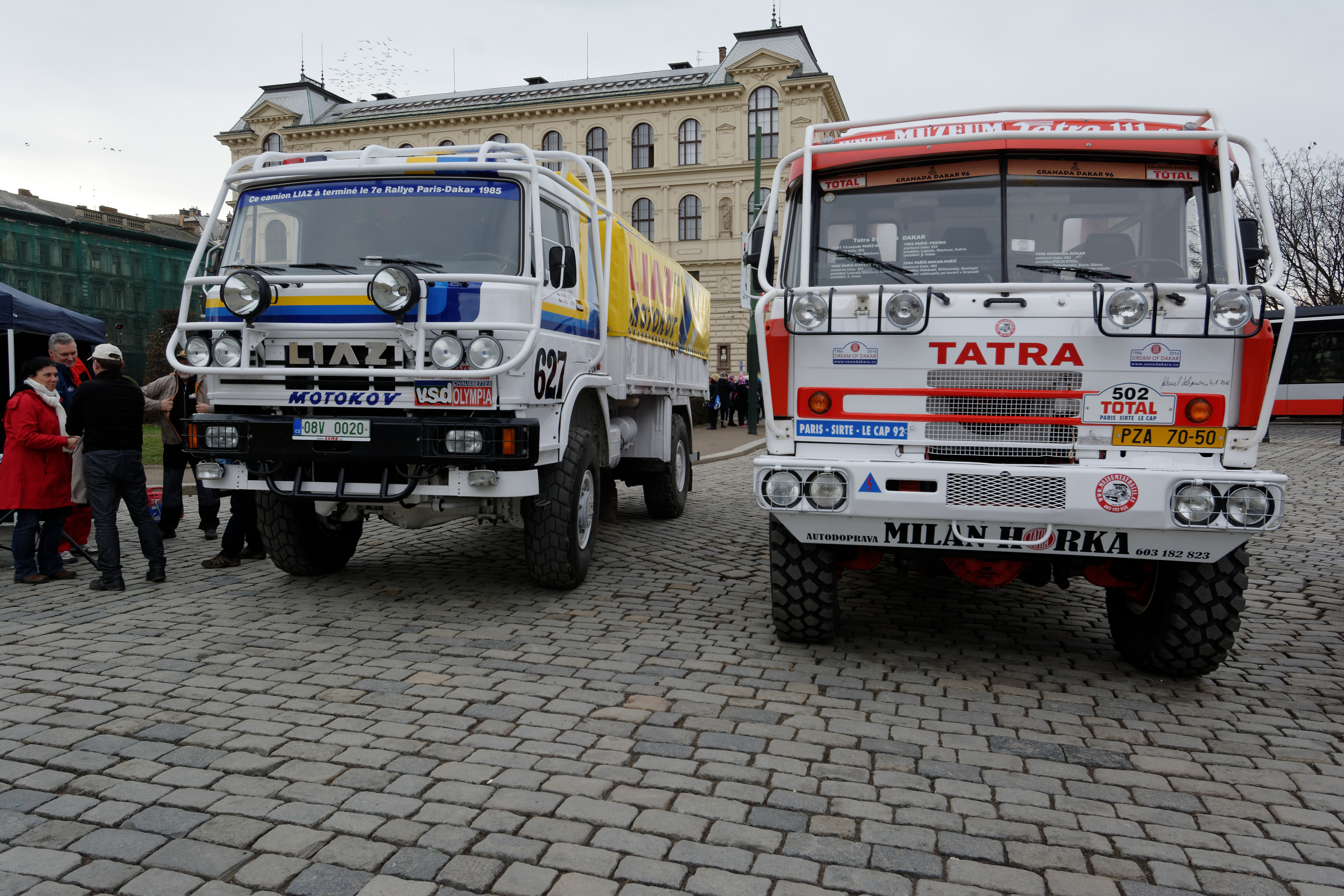
ダカール・ラリーのLIAZ・100 55（左、1985年）とタトラ・815（右、1992年）

チェコは人口わずか1000万人の国でありながらシュコダ・オート、プラガ、タトラ、CZといった著名な自動車・オートバイメーカーが多数あり、特にオフロード系の競技で輝かしい実績を残している。

シュコダはWRC（世界ラリー選手権）の下位クラスに古くから参戦しており、2010年代以降は低コスト四輪駆動ターボ車であるラリー2（旧称R5）規定のクラスで無類の強さを誇っている。またシュコダの躍進に合わせてチェコ人ドライバーも活躍し、2018年にヤン・コペッキー/パベル・ドレスラー組がWRC2チャンピオンとなっている。
ダカール・ラリーのトラック部門では90年代半ばから2000年代初頭にかけてタトラが一時代を築き、チェコ人ドライバーのカレル・ロプライスが通算6度優勝し「ムッシュ・ダカール」の異名を得た。2023年現在、甥のアレス・ロプライスはプラガのトラックでダカールに参戦中である。またヨセフ・マハチェクはATVとUTVという異なる2部門でダカールを制した。UTVを制したのは63歳の時で、史上最年長部門勝利記録となった。
なおプラガはトラック以外にもレーシングカートやレーシングカーの製造でも知られ、カートは年間7千台の規模を誇る。
CZのバイクは1960〜70年代のモトクロス世界選手権で7つのタイトルを、国際6日間エンデューロ（ISDE）で15回の優勝を獲得した。
野球
チェコではチェコ・エクストラリーガなどの野球リーグが行われている。チェコ代表も欧州の中では強豪とされており、ヨーロッパ選手権やWBC予選などに参加している。2022年9月にドイツにて行われた2023年WBC予選をチェコ代表は全体2位で通過し、本大会への出場を決めている。2026年のwbcの予選免除対象国となっている。
2022年2月に自身のルーツであるチェコに帰化し、2023年2月9日に第5回WBC本戦のチェコ代表に初選出されたエリック・ソガードは、メジャーリーグでカルト的人気を誇り、2014年にMLBネットワークが行った「MLBの顔（Face of MLB）」と題したコンテストでは並みいる有名スター選手を退け準優勝まで勝ち進んだ。
その他の競技
テニスでもマルチナ・ナブラチロワ、ハナ・マンドリコワ、ヤナ・ノボトナ、イワン・レンドル、ペトル・コルダなどの名選手を輩出している。近年ではラデク・ステパネク、ニコル・バイディソバ、トマーシュ・ベルディハ、ペトラ・クビトバなどの若手の活躍も目覚ましい。